# Medizintheorie
Medizintheorie oder Theorie der Medizin bezeichnet allgemein den Versuch, die Medizin auf philosophisch-theoretischem Niveau zu reflektieren. Seltener verwendete Begriffe dafür sind auch Philosophie der Medizin oder Iatrologie (engl. Philosophy of medicine).
Sie beschäftigt sich mit den ontologischen, erkenntnistheoretischen, methodologischen, begrifflichen und sprachlichen Grundlagen und Fragestellungen der Medizin in der Forschung und Praxis. In einem weiteren Sinn gehören zur Medizintheorie auch die Gebiete der praktischen Philosophie mit der Medizinethik, handlungstheoretischen Themen und Teilen der Bioethik.
Obwohl die Grundfragen der Medizin schon immer in der Philosophie thematisiert wurden – und umgekehrt – besteht ein größeres Interesse an einer systematischen Reflexion erst ab der zweiten Hälfte des 20. Jahrhunderts. Seit Beginn des 21. Jahrhunderts etabliert sich die Medizintheorie als Teilgebiet der Ende des 19. Jahrhunderts entstandenen und Anfang des 20. Jahrhunderts als eigenständiges philosophisches Fach etablierte Wissenschaftstheorie mit eigenständigen Themen und Fragestellungen. Eine allgemein anerkannte Definition und Abgrenzung der Medizintheorie hat sich noch nicht durchgesetzt. Unterschiedliche Ansichten bestehen dabei über die Themen und Inhalte, die Methoden und den Stellenwert der Medizintheorie innerhalb der Philosophie und der Medizin. Dabei befinden sich weite Teile der Medizin in einem wissenschaftstheoretischen Reflexionsdefizit.
Aktuelle medizintheoretische Diskussionen und Veröffentlichungen beschränken sich fast ausschließlich auf die sogenannte westliche Medizin, sowie ihre Tradition, Pluralität und Weiterentwicklung.

## Medizin und Philosophie
„Die Philosophie ist die Schwester der Medizin (medicina soror philosophiae)“

Die Medizintheorie thematisiert in mehrfacher Hinsicht die Sonderstellung der Medizin. So kann die medizinische Praxis als idiosynkratische (den Einzelfall betreffende) Heilkunst oder als nomologische (gesetzmäßige) Wissenschaft beschrieben werden. Zwar können allgemeine Gesetze und Regeln gebildet werden, aber die praktische Anwendung bezieht sich immer auf einen spezifischen Einzelfall. Weiterhin gehört die Humanmedizin zu den anthropologischen Wissenschaften, in denen der Mensch gleichzeitig Subjekt und Objekt der Betrachtung ist. Somit werden neben dem naturwissenschaftlichen Paradigma auch subjektivistische Erkenntnisweisen und Methoden in der Medizintheorie diskutiert. Da zur Humanmedizin viele existentielle Lebenserscheinungen wie Geburt, Krankheit, Leiden und Tod gehören, waren auch Wert-, Sinn- und Ethikfragen schon immer Inhalt jeder philosophischen Reflexion zur Medizin. Im Sinne des positivistischen Drei-Stadien-Gesetzes wurden ab dem 19. Jahrhundert allerdings viele weltanschaulichen Fragestellungen verdrängt. Zu weiteren Themenfeldern, die sowohl Gegenstand der Medizin als auch der Philosophie sind, gehören das Bewusstsein, das Verhältnis von Körper und Psyche, Wahrnehmung und Sprache.
Jede Heilkunde benötigt im Umgang mit kranken und leidenden Menschen ein besonders hohes Maß an Rechtfertigung und Legitimation ihrer therapeutischen Handlung. Diese erfolgt einerseits durch gesellschaftliche und politische Akzeptanz. Eine sorgfältige Rückführung auf ihre wissenschaftstheoretische Grundlagen durch die Medizintheorie soll diese Akzeptanz weiter erhöhen. Der Fokus auf den therapeutischen Handlungsaspekt in der Medizin hat aber auch zur Folge, dass ihre theoretischen Grundlagen nicht frei von Mängeln sein müssen, um trotzdem eine gute Heilkunst zu praktizieren.
Vertreter einer kulturrelativistischen Medizinkonzeption betonen, dass die grundsätzliche Einstellung einer Gesellschaft und Kultur zu Krankheit, zu Gebrechlichkeit und Tod und zu ihrem Umgang damit auch die Ausprägungen sowie die Erkenntnis- und Handlungsweisen ihrer Heilkunde beeinflusst. Todesvorstellungen und Krankheitskonzepte bestimmen den Umgang der Menschen mit Krankheit und Tod und die Intensität, mit der in einer Gesellschaft um Gesundheit und Überleben des einzelnen Menschen gekämpft wird, und den ökonomischen Preis, den sie dafür zu zahlen bereit ist. Während beispielsweise in der griechischen Antike und im christlichen Mittelalter der individuelle Tod im Verhältnis zu Gemeinschaft, seelischem Heil und ewigem Leben stand, ist es in der säkularen Neuzeit zu einem weitgehenden Verlust der Thanatologie (Wissenschaft vom Tod und vom Sterben), zu einer Individualisierung des Sterbens und der Todesrituale sowie zu einer Tabuisierung von Todesvorstellungen gekommen.
Große Themenbereiche, die sich zwischen der Philosophie und Medizin überschneiden, können auch unter dem Leib-Seele-Problem oder dem Naturbegriff diskutiert werden. Beispielsweise stimmen Vertreter eines substanzdualistischen Ansatzes (Materie und Geist existieren selbstständig) Lebensverlängerungen nicht um jeden Preis zu oder sie versuchen eine körperliche Krankheit mit rein geistig-seelischen Therapieformen zu heilen. Im 19. und 20. Jahrhundert hat sich in der westlichen Welt sowohl in der Philosophie als auch in der Medizin weitgehend der materialistische Monismus durchgesetzt. Damit sind aber mehrere ungelöste Probleme verbunden, wie die Frage nach der Naturalisierung intentionaler und phänomenaler Zustände.

### Philosophie der Medizin
Welche Rolle die Philosophie der Medizin genau im akademischen Bereich einnehmen soll, ist Teil der Diskussionen in der Medizintheorie. Am verbreitetsten ist eine Definition, die sich schon in den 1980er Jahren etabliert hat, wonach die Philosophie Methoden bereitstellen soll, um philosophische Themen in der Medizin zu artikulieren, zu klären und kritisch zu hinterfragen (E. D. Pellegrino, D. Thomasma, 1981) Dagegen verneint Arthur Caplan Anfang der 1990er Jahre die eigenständige Existenz eines solchen Fachgebietes wegen einer noch fehlenden Verbundenheit zu anderen Fachgebieten und einem ebenso fehlenden festen Themenkern aus Standardwerken und Aufgabenstellungen. Ein Streitthema ist die Frage, ob die Philosophie der Medizin thematisch eng oder weit gefasst werden soll. So sieht Edmund D. Pellegrino die Gefahr, dass das Fachgebiet mit einer weiten Definition seine Identität verliert, und plädiert für eine Medizintheorie, die als Hilfswissenschaft der etablierten Medizin und ihrer Methoden fungiert. Dagegen fordert Kenneth Schaffner die Einbeziehung aller philosophischen Themen, die eine Beziehung zur Medizin haben, wobei sowohl naturwissenschaftliche als auch humanwissenschaftliche Themen behandelt werden sollen.

### Medizinische Philosophie
Vereinzelt wird auch eine medizinische Philosophie (oder „klinische Philosophie“ bei Karl Hermann Spitzy) als ärztliche Praxis vorgeschlagen. Grundlage dabei ist im Wesentlichen eine Diätetik, eine Lehre über eine Lebensführung, die zur Gesunderhaltung und zur Heilung beiträgt. In der griechischen Antike umfasste eine diätetische Lebensführung Regeln sowohl für eine körperlich als auch für eine seelisch gesunde Lebensweise. Neben der Ernährung und (sportlichen) Bewegung wurde auch eine sittliche Lebensführung vorgeschrieben. Arthur Schopenhauer griff diese diätetischen Elemente wieder auf. Die Mäßigung aller Leidenschaften soll nach seiner Auffassung – neben körperlichen Übungen – die Leiden und Schmerzen im Leben reduzieren. Friedrich Nietzsche stellt dagegen die „große Gesundheit“ in den Mittelpunkt seiner medizinischen Philosophie. Wer demnach die Krankheit als natürlichen Teil des Lebens annehmen kann und den Sinn darin erkennt, der erlebe gesteigerte Vitalität, Heilungskräfte und Lebensfreude. Dagegen sieht Nietzsche keinen Grund und keine Möglichkeit Krankheit genauer zu definieren und zu bekämpfen sowie Gesundheit zu erstreben. Allen Ansätzen einer „medizinischen Philosophie“ gemeinsam ist die Forderung nach Selbsterkenntnis und Selbstverantwortung.

### Der wissenschaftstheoretische Status der Medizin

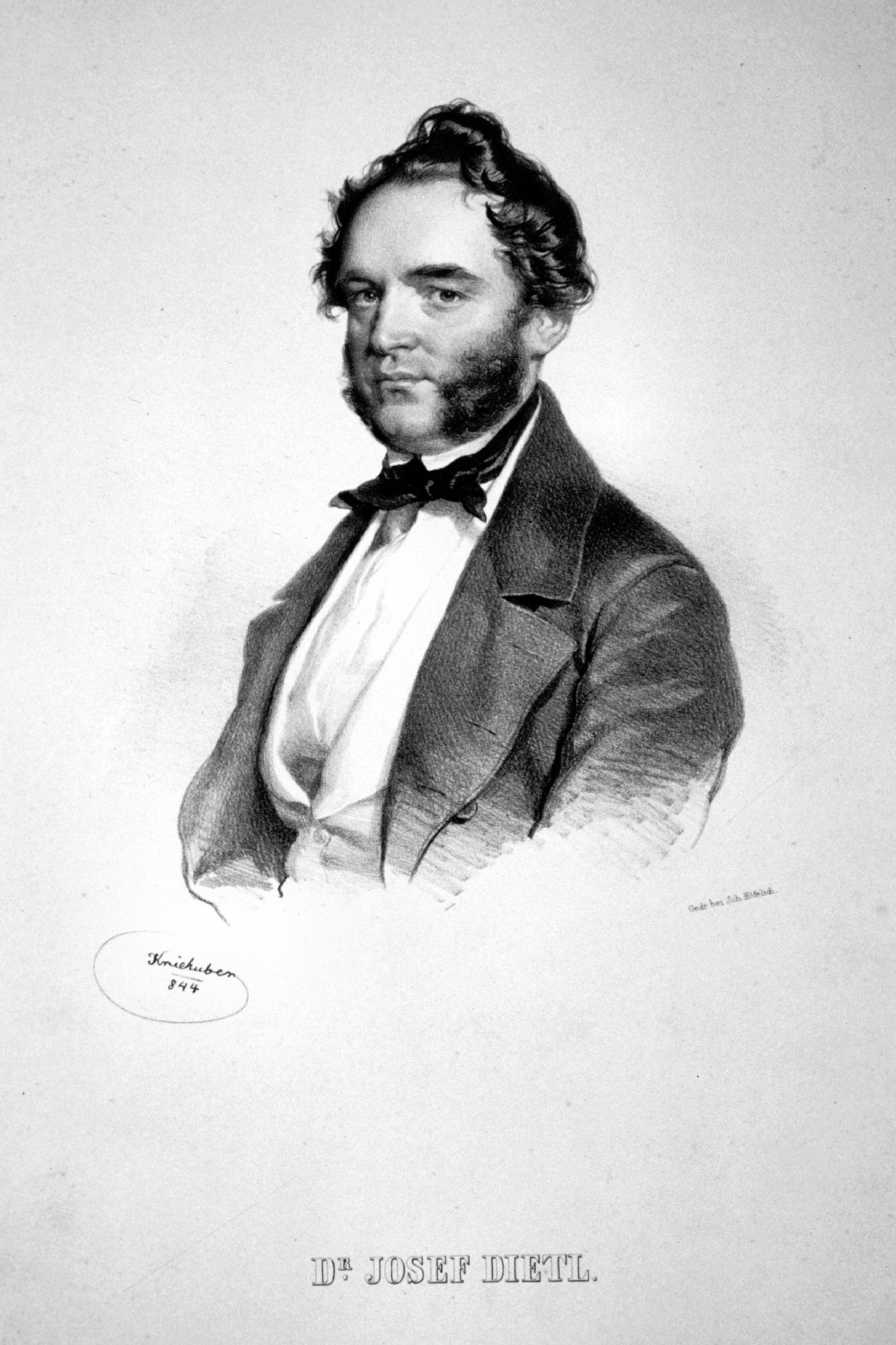
Joseph Dietl (1844)

Die fehlende allgemeine und verbindliche Definition eines Wissenschaftsbegriffes macht sich besonders in der Bewertung der vielfältigen medizinischen Theorie und Praxis bemerkbar. Schon in der Antike wurde gestritten, ob die Medizin eine Wissenschaft oder Kunst ist. Im Laufe des 19. Jahrhunderts gelangten vermehrt Erkenntnisse und Methoden aus den Naturwissenschaften in die ärztliche Praxis.
Um die beginnende naturwissenschaftliche und positivistische Orientierung der Medizin gegenüber anderen Medizinkonzepten abzugrenzen, schrieb Joseph Dietl:

„So wie sich unsere Vorfahren mehr um den Erfolg ihrer Curen bekümmerten, so bekümmern wir uns mehr um den Erfolg unserer Forschungen.“

Von den 1840er Jahren an wird die Medizin immer häufiger als Wissenschaft bezeichnet.
Zu Beginn des 20. Jahrhunderts wurde ein viel zitierter Satz des Pathologen Bernhard Naunyn berühmt, der im Streit um den Status der Medizin feststellte:

„Die Medizin wird eine Wissenschaft sein oder sie wird nicht sein. Doch haben wir es schwerer als die anderen, weil wir schließlich doch mit unseren Betrachtungen auf den Menschen angewiesen sind. – Und da setzen uns Humanität und Pietät enge Grenzen.“

Damit grenzte er die Medizin von der Heilkunst ab. Allerdings gilt für Naunyn auch weiterhin das Primat der Heilung vor dem Erkenntnisgewinn und der Humanität vor einer naturwissenschaftlichen Praxis.

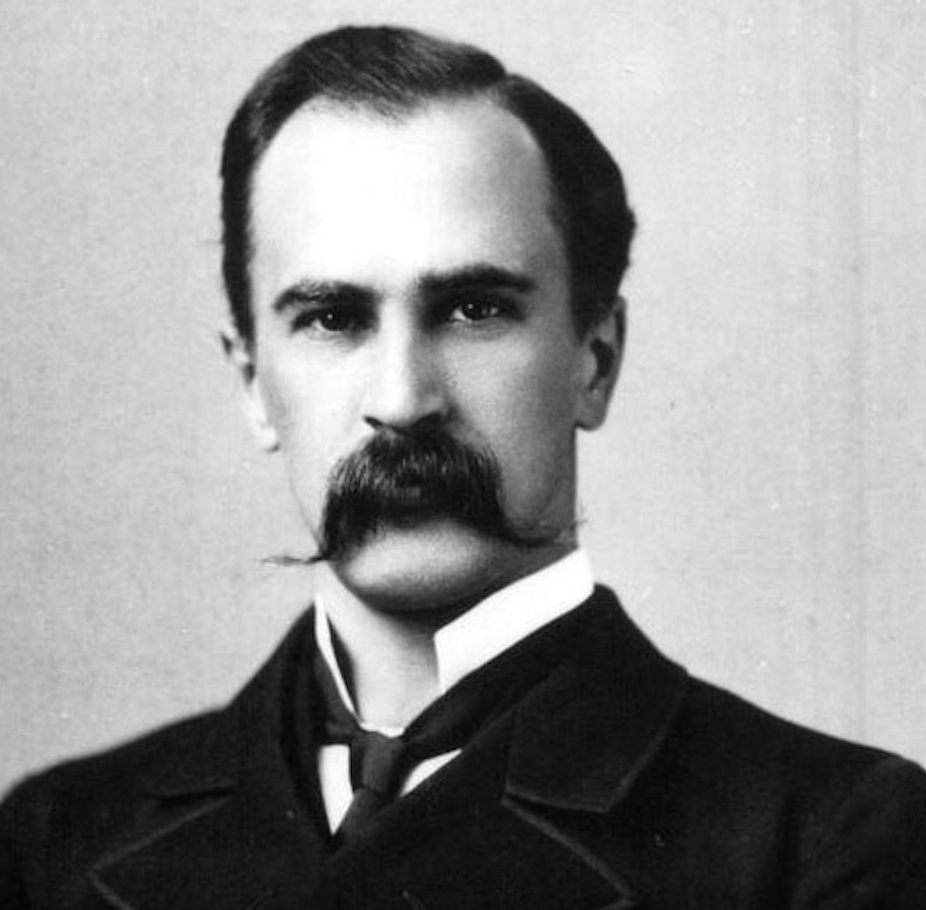
William Osler (1881)

Meist gilt die moderne Medizin heute trotz ihrer Nähe zu den Naturwissenschaften selbst nicht als Naturwissenschaft. So unterliegt jede rationale Begründung einer therapeutischen Handlung, also die Anwendung einer Regel auf einen Einzelfall, der Urteilskraft. Dies ist aber ein wesentlicher Unterschied zur Naturwissenschaft, die allgemeine Regeln gewinnt und in Abhängigkeit stellt. Dagegen wird die Medizin schon häufiger als angewandte Wissenschaft bezeichnet, die naturwissenschaftliche Erkenntnisse und Methoden auf den kranken Menschen anwendet. Allgemeine wissenschaftliche Erkenntnis wird danach in eine konkrete Entscheidung und eine reale Handlung überführt.
Aber auch dieser Auffassung wird widersprochen. So nutzt die Medizin zahlreiche Erkenntnisquellen neben den Naturwissenschaften und schafft selbst auch neue Erkenntnisse. Schon häufiger wird die Medizin in der Medizintheorie als Handlungswissenschaft klassifiziert, die sich vor allem von ihrem Zweck, dem Heilen kranker Menschen, her versteht. Der Gegenstandsbereich der Humanwissenschaften (in weiterem Sinn inklusive der Geistes-, Kultur- und Sozialwissenschaften) umfasst auch Themen und Fragestellungen, welche nicht ohne die Berücksichtigung menschlicher Vorstellungen, Ziele und Werturteile verstanden werden können. Bezieht die Medizin die beteiligten Personen in ihre Methoden mit ein, dann ist die Medizin eine Humanwissenschaft. Für Richard Koch ist die Medizin dagegen überhaupt keine Wissenschaft, solange es ihr um einen technischen und praktischen Nutzen geht. Natur- und Geisteswissenschaften ginge es dagegen nur um Wissen. Auch für Karl Eduard Rothschuh hat die Medizin keine Erkenntnisziele, sondern nur Handlungsziele. Fritz Hartmann definiert Medizin als den wissenschaftlichen Anteil der Gesamtheilkunde. Damit lässt er Raum für einen Bereich der praktischen Heilkunde, der sich keiner Wissenschaftsdiskussion stellen muss.
Ähnlich formuliert auch William Osler:

„Medicine is an art based on science.“

## Geschichte
Bis zur Mitte des 20. Jahrhunderts wurde die Medizingeschichte in einer positivistischen Geschichtsschreibung als zwingender wissenschaftlicher Fortschritt verstanden. Ereignisse, Prozesse und Personen, die nicht in dieses Bild passten, wurden als Irrweg bezeichnet. In den letzten Jahrzehnten werden dagegen sozialkonstruktivistische und anti-realistische Deutungen breiter diskutiert.

### Frühzeit
In der Anfangszeit der Menschheitsgeschichte wurden magisch-mystische Kräfte sowie Geister, Götter und Dämonen für Gesundheitsstörungen verantwortlich gemacht. Krankheiten besaßen eine soziale Dimension und betrafen immer auch die Gemeinschaft. Eine Heilung konnte nur mithilfe einer Kontaktaufnahme zum Übersinnlichen erfolgreich sein. Dazu dienten Methoden wie eine Bewusstseinsveränderung des Heilers oder die Astrologie. Die eigentliche Therapie konnte aber viele verschiedene Elemente wie Beschwörungen, Buße und Trepanation beinhalten. Der Asklepios-Heilkult, der seit dem späten 6. Jahrhundert v. Chr. in Griechenland auftritt, wird dagegen als ein theurgisches Medizinkonzept betrachtet. In einigen Hochkulturen wie in Ägypten, Indien, China und Tibet kam es in dieser Zeit auch zur Herausbildung eines spezialisierten Arztberufes. Charakteristisch ist dort ein Nebeneinander von empirisch-rationalen und magisch-religiösen Heilpraktiken.

### Griechische Antike

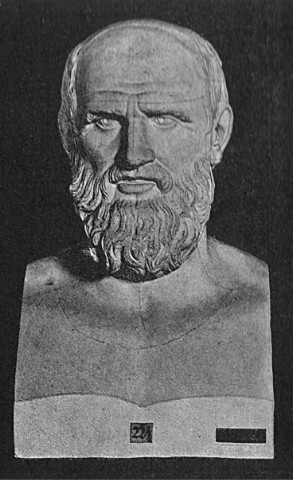
Hippokrates von Kos

Die vorsokratische griechische Antike entwickelte ein ganzheitliches, kosmologisch-anthropologisches Verständnis von Krankheit und Gesundheit. Die gesamte Lebensführung des Menschen steht dabei in Beziehung zu Krankheit und Gesundheit, aber auch zur Natur als Ganzes. In der Schule der Pythagoreer steht die Harmonielehre im Mittelpunkt; Gesundheit wurde als die Wiederherstellung eines Gleichgewichtes zwischen Mensch, Gesellschaft und Welt verstanden. Zur gleichen Zeit entstanden vermutlich auch die ersten Qualitätenpathologien wie beispielsweise die Humoralpathologie.(Viersäftelehre)
Durch Hippokrates von Kos erhält die ärztliche Heilkunst zum ersten Mal ein geschlossenes, umfassendes und schriftlich fixiertes Erklärungssystem. Charakteristisch für diese Medizinauffassung ist ein dritter Zustand („neutralitas“) neben den beiden Extremen Krankheit und Gesundheit. Eine natürliche Lebensweise („Diätetik“) gilt als der Schlüssel für jede Therapie. Krankheitsursachen werden zunehmend naturalistisch erklärt. Mit der Gleichsetzung von moralischer Vollkommenheit und physischer Schönheit, sowie dem individuell Natürlichen und dem staatlich Nützlichen bei Platon können die Sterbehilfe, Suizid sowie Beihilfe zum Suizid gerechtfertigt werden. Dagegen grenzt sich der Eid des Hippokrates wiederum deutlich ab. Selbsttötung und Sterbehilfe werden durch ihn ausdrücklich untersagt. Im Corpus Hippocraticum wurde die Humoralpathologie als grundlegende Krankheits- und Gesundheitstheorie entwickelt. Wichtige Elemente der ärztlichen Behandlung waren die Einbeziehung überlieferter ärztlicher Berichte und die genauer Beobachtung des kranken Menschen. Semeia waren Anzeichen (Symptome), welche für die Prognose gedeutet wurden, die einen größeren Stellenwert als die Therapie hatte.
Aus heutiger Sicht mangelte es der hippokratischen Medizin aber an einer fundierten theoretischen Grundlage und insbesondere einer systematischen Einteilung von Krankheiten und Krankheitsursachen (Nosologie). Der römische Arzt Galenos von Pergamon fügte wenig Neues zum hippokratischen Krankheitsverständnis hinzu. Seine Bedeutung liegt in der Schematisierung der Behandlung und in dem Versuch eine systematische, wissenschaftliche Basis seiner Lehre zu erstellen.

### Die Medizin des islamischen Mittelalters
Die Medizin in der mittelalterlichen islamischen Welt übernahm griechisch-römische Medizinkonzepte über das Byzantinische Reich. Mit dem Canon medicinae des persischen Arztes Avicenna und durch den Arzt und Philosophen Isaak ben Salomon Israeli entstehen richtungsweisende Werke zur Theorie der Medizin. Bedeutende Fortschritte machte die persisch-arabische Heilkunde besonders in der Arzneimittellehre und Chirurgie.

### Christliches Mittelalter

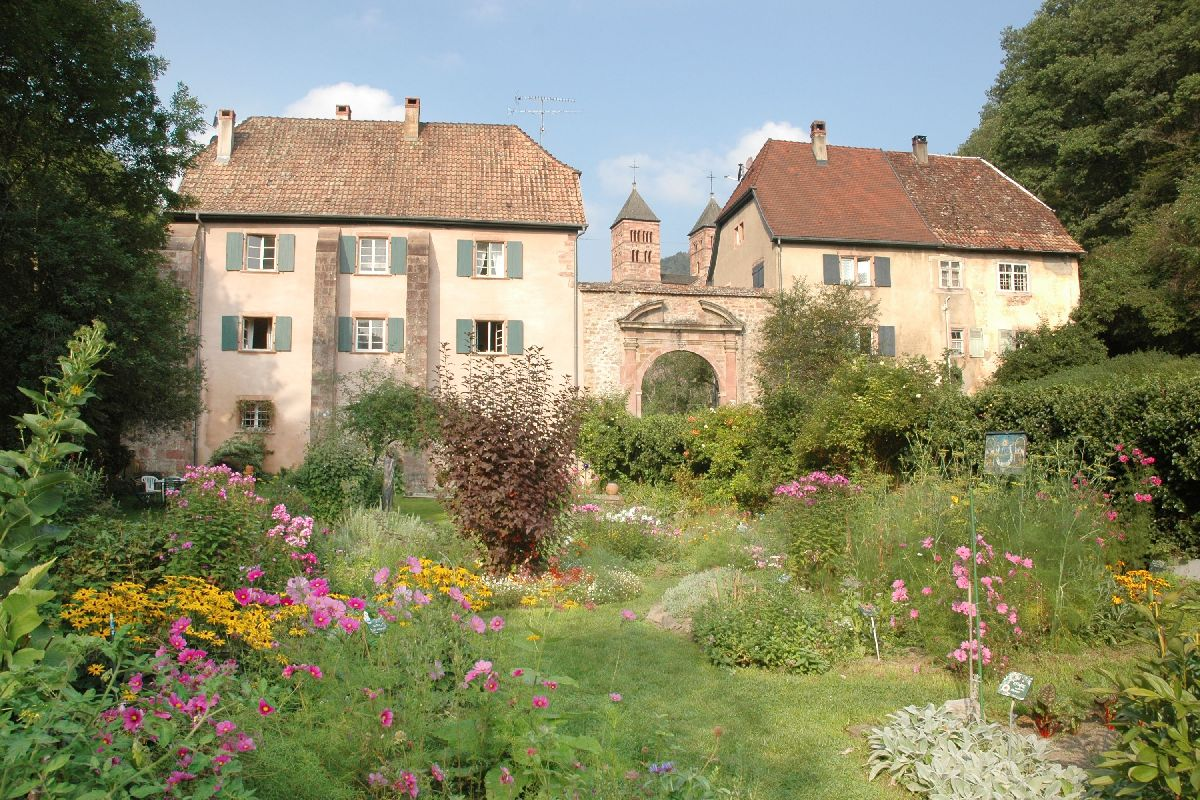
Garten des Klosters Murbach

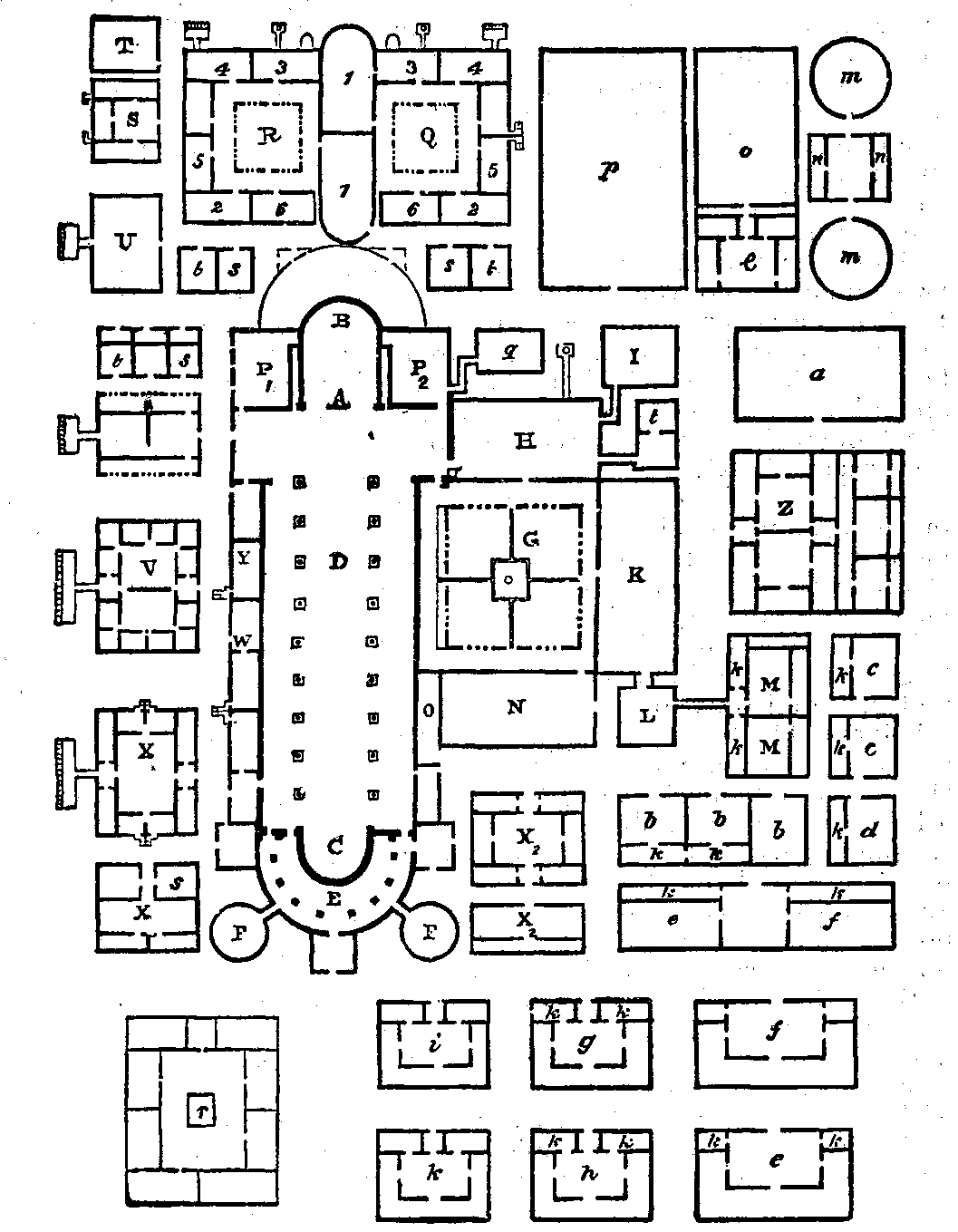
Der St. Galler Klosterplan – typischer Klosterplan mit Hospital und Kräutergarten

Das christliche Mittelalter erlebte erneut einen Bedeutungszuwachs religiöser Motive in der Heilkunst. Anthropologische und kosmologische Elemente wurden auf die Transzendenz bezogen. Als Medizinkonzept wurde eine Iatrotheologie vorherrschend, worin alle Elemente der Medizin wie Krankheit und Therapie als Teil eines göttlichen Heilsplanes verstanden wurden. Eine theistische Ontologie führte zu einer Neuorientierung für alle Sinn- und Wertvorstellungen in der Medizin. Die Therapie wurde zur Begleitung in der Arzt-Patienten-Beziehung. Die Krankheit verkörperte das christliche Leiden. Es ist dabei eine notwendige Station im Heilsprozess, und das transzendente Heil ist der Krankheit, aber auch der individuellen Gesundheit, übergeordnet. Dietrich von Engelhardt: „Lebensqualität misst sich am Verhältnis des Menschen zur Schöpfung und seinem Schöpfer, zur Natur und Kultur und ihrem glücklichen Verhältnis und nicht an der Dauer des Lebens oder an der Genuß-, Liebes- und Arbeitsfähigkeit.“ Folglich sind auch die Hospitäler nicht auf die Krankenheilung beschränkt, sondern bieten Personen in Not aus allen sozialen Schichten und individuellen Gründen Hilfe an. Selbsttötung, Euthanasie und Schwangerschaftsabbruch sind für das ärztliche Handeln tabu.
In der frühmittelalterlichen sogenannten Klostermedizin übernahmen die christlichen Klöster mit ihren Hospitälern die Rolle der Heilkundigen. Besondere Bedeutung erlangte die Therapie mit Hilfe von Heilkräutern. Die Klöster stellten neben der ärztlichen Versorgung auch die Sammlung, Übersetzung und Überlieferung antiker medizinischer Schriften sicher. Ab dem 12. Jahrhundert wurde auf mehreren Konzilien beschlossen, die Klöster von den ärztlichen Aufgaben zu trennen. So wurde in der Folge die Gründung von Medizinschulen und Universitäten in ganz Europa befördert.

### Säkulare Neuzeit
Vom 16. bis zum 18. Jahrhundert gab es eine beträchtliche Auswahl an Medizinkonzepten, Therapiemöglichkeiten und Heilkundigen für die Bevölkerung. Vorherrschende Medizinkonzepte lösten sich oftmals innerhalb von wenigen Jahrzehnten ab.
Renaissance
Für die Medizin bedeutete die Renaissance eine Hinwendung zu den römischen und griechischen Klassikern wie Galen, Hippokrates und Aulus Cornelius Celsus. Mit der Anatomie kam aber auch eine eigene Forschungspraxis auf. Man vertraute nicht mehr uneingeschränkt den alten Schriften, sondern nutzte Autopsien zur Prüfung und zur Erweiterung des Wissens. Neuartige Krankheiten wie der englische Schweiß und die Syphilis verstärkten die Suche nach Krankheitsursachen und neuartigen Krankheitsmodellen. Erste Medizinalordnungen waren die Reaktion auf ein immer differenzierteres Gesundheitssystem.

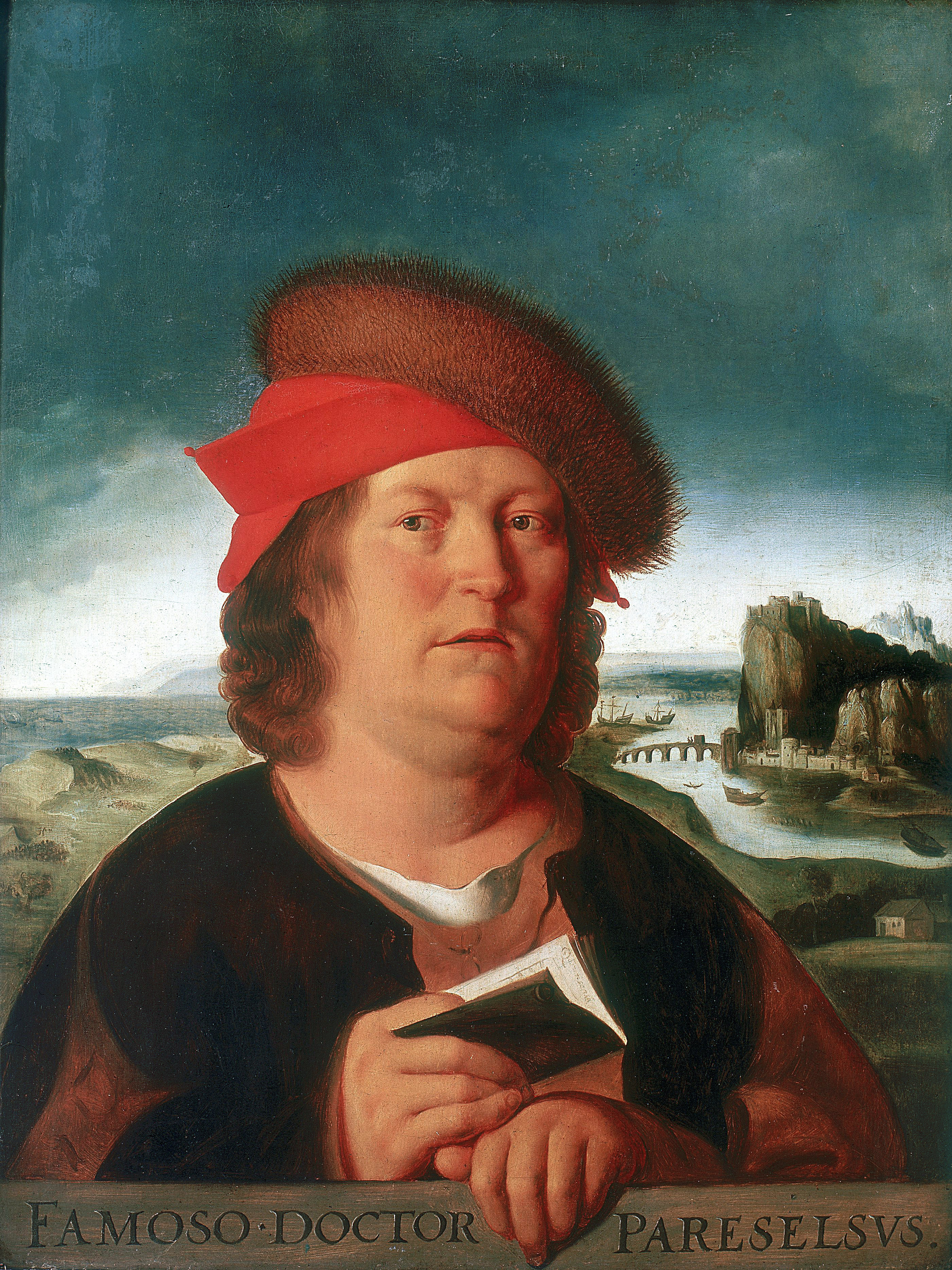
Paracelsus

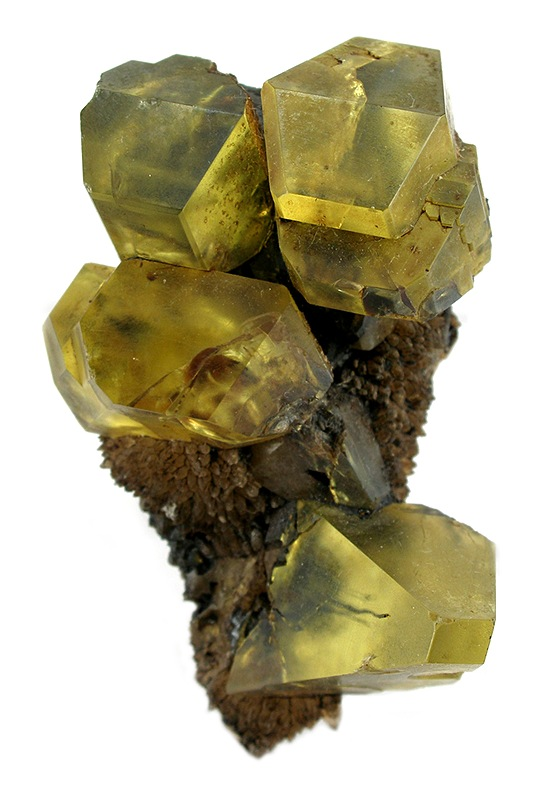
Schwefelkristalle

In diesem Übergang der Denkstile schuf Paracelsus ein bemerkenswert ganzheitliches medizinisches System, indem er kosmologische, anthropologische und transzendente Elemente kombinierte. Die Krankheitsursachen können demnach sehr vielfältig sein und aus allen fünf „Seinsebenen“ stammen, sie äußern sich in einem Ungleichgewicht der alchemistischen Prinzipien Schwefel, Quecksilber und Salz. Paracelsus ersetzte die humoralpathologische Medizinvorstellung durch eine iatrochemische. Die medizingeschichtliche Bedeutung Paracelsus ist umstritten; er begründete keine Schule oder einflussreiche Fachrichtung. Unstrittig ist seine Bedeutung durch die Abkehr von der autoritätengläubigen, scholastisch geprägten Medizin. Wie viele andere Ärzte seiner Zeit lehnte er diese ab und forderte eine Medizin, die selbst Naturforschung betreibt.
17. Jahrhundert und Zeitalter der Aufklärung
Im 17. Jahrhundert wurden in Europa gleich mehrere Medizinkonzepte formuliert. Neben der Iatrochemie (der empirisch-iatrochemische Ansatz des 17. Jahrhunderts hatte allerdings nicht mehr viel mit der Iatrochemie bei Paracelsus zu tun) entstand in Anlehnung an die ersten etablierten naturwissenschaftlichen Theorien eine Iatrophysik. Die Abkehr von Jenseitsvorstellungen lenkte auch das Ziel der Medizin auf die Steigerung der individuellen Fähigkeiten. Krankheiten werden zu Störungen des Organismus. Die „heilsame Dimension“ der Krankheit als Chance und Bewährung bleibt in den folgenden Jahrhunderten noch in der Kunst und Theologie erhalten. Die Trennung von Geist („res cogitans“) und Körper („res extensa“) bei Descartes lieferte die Möglichkeit Krankheit und Gesundheit als technische Mechanismen frei von der theologischen Überlieferung zu betrachten. Das technisch-mechanische Medizinmodell ermöglichte in der Folge die Anwendung der physikalisch-chemischen Entdeckungen zur Beherrschung des menschlichen Körpers und seiner Funktionen. Konzepte und Kontroversen in der Medizintheorie stehen seitdem meist im Zeichen dieser Auffassung. Im Zeitalter der Aufklärung rückte die soziale Komponente von Krankheiten wieder stärker in den Mittelpunkt. Man erkannte die Bedeutung einer staatlichen Gesundheitspolitik; die ersten Krankenhäuser und Pflegeheime entstanden. Der mit den Möglichkeiten steigende Wunsch zur Naturbeherrschung schlägt sich auch in einer allgemeinen Gesundheitspolitik nieder. Aber auch vitalistische Medizinkonzepte wie die Psychodynamik von Georg Ernst Stahl haben ihren Ausgangspunkt im Zeitalter der Aufklärung.
Naturphilosophie der Romantik
Die radikale Zuwendung zu einer mechanistischen Krankheitsauffassung führte um das Jahr 1800 zu einer heftigen, aber nur wenige Jahrzehnte andauernden Gegenbewegung. Unter dem Einfluss von Literatur und Philosophie wird dem Mechanizismus ein Vitalismus und der Kausalität die Teleologie entgegengestellt. Die Einheit von Körper und Geist sowie von Mensch und Natur, Physik und Metaphysik, Individualität und Allgemeinheit wurde für breite Gesellschaftsschichten in Zentraleuropa zum Leitmotiv – auch für die Medizin. Mit seiner Lehre der inneren und äußeren Reize traf der Brownianismus das Lebensgefühl der (deutschen) Romantik.
19. und 20. Jahrhundert
Im Laufe des 19. Jahrhunderts gewinnt das empirisch-analytische Paradigma der Medizin mithilfe der Weiterentwicklungen in der Physik und Chemie stark an Bedeutung in Europa und Nordamerika. Die individuelle Leistungsfähigkeit wird zum Maßstab für Gesundheit und Lebensqualität. Die Medizin kann darin sowie in der Lebensverlängerung viele beeindruckende Erfolge erzielen.
Krankheitsursache ist für Rudolf Virchow nicht mehr eine Störung von außen, sondern die mangelnde Fähigkeit auf eine Störung zu reagieren. Der Patient wird immer mehr zum passiven Objekt der Behandlung. Der subjektive Aspekt, wie die Verantwortung des Patienten oder die Arzt-Patienten-Beziehung, verlieren an Bedeutung. Darin folgen die medizintheoretischen Vorstellungen naturwissenschaftlichen Prinzipien und der Konzentration auf materielle, reduktionistische und mechanistische Deutungen. Kosmologische, anthropologische und soziale Deutungsmodelle von Krankheit und Gesundheit werden aus der Medizin verdrängt. Gegenbewegungen bleiben in der Literatur, Theologie und Philosophie aber weiterhin präsent. Diese bleibenden Kontroversen führten zur Jahrhundertwende unter anderem zur Entwicklung der Psychoanalyse und zum Aufkommen eines Neovitalismus. Auch die Psychosomatik, die medizinische Psychologie und die medizinische Soziologie, die alle als „Alternativmedizin“ begannen, haben hier ihren Ausgangspunkt.
Nachdem die ersten Krankenhäuser heutiger Ausprägung schon Ende des 18. Jahrhunderts errichtet worden waren, stand das Gesundheitswesen in den folgenden Jahrzehnten immer stärker unter staatlichem Einfluss. Aufgaben wie die Seuchenbekämpfung und das Impfwesen kamen von regionalen und lokalen Verwaltungen in die Hände des Staates. Die Trennung von Ärzten und Chirurgen (Wundärzte) wurde aufgehoben und die Festanstellung mit Leitungsfunktion in Krankenhäusern die Regel.

## Metaphysik und Ontologie
Medizinmodelle gehen von vielfältigen philosophischen Vorüberlegungen aus. Diese sind unter anderem Vorstellungen über die grundlegenden Elemente der Wirklichkeit, ihre Struktur und Wechselwirkung. In der Philosophie der Medizin besteht die Auffassung, dass Festlegungen an dieser Stelle entscheidende Auswirkungen auf die Theoriebildung und Forschungsmethodik der Medizin haben.

### Philosophie des Geistes
Das biomechanische Modell der modernen Medizin basiert auf der Annahme eines mechanistischen, materialistischen Monismus. Ein Element dieser Sicht ist die Überzeugung, dass Materie die einzige Substanz ist. Dies hat unter anderem zur Folge, dass die Medizin für alle psychischen Erkrankungen letztlich eine körperliche Ursache vermutet. Die zweite Annahme des mechanischen Weltbildes beschreibt die Anordnung und Funktion der materiellen Substanz. Für das biomedizinische Modell bedeutet dies, dass der Mensch als Ansammlung von Teilen (Organsystemen, Organe, Zellen usw.) betrachtet wird, die wie eine Maschine zusammenwirken. In der modernen Medizintheorie wird die Frage diskutiert, inwieweit das biomechanische Modell überhaupt eine Möglichkeit bietet, auch subjektive, psychische, gesellschaftliche und kulturelle Aspekte abzubilden. Eine Art einer humanwissenschaftlichen Erweiterung des biomechanischen Modells stützt sich auf einen Dualismus. Neben dem Körperlichen ist demnach auch das Geistige (Bewusstsein, Seele, Psyche, Subjektivität) ein wesenhafter Teil des Menschen und der Natur. Subjektive und psychische Aspekte in der medizinischen Praxis sollen damit zu zentralen und gleichberechtigten Elementen in der wissenschaftlichen Modellbildung werden. Verschiedene Ansichten existieren über die Art der gegenseitigen Beeinflussung zwischen Körper und Geist. Weiterhin gibt es auch holistische Ansätze. Diese betrachten nicht nur das materielle und psychische als eigenständige Entitäten, sondern beispielsweise auch gesellschaftliche und kulturelle Phänomene.

### Reduktionismus und Emergenz
In einem konsistenten Modell müssen alle Phänomene und Erfahrungen auf dessen grundlegende Elemente zurückgeführt werden können. Eine der wichtigsten Fragestellungen ist dabei, das Zustandekommen und Zusammenwirken von subjektiven, psychischen und sozialen Phänomene zu beschreiben und zu erklären. Dazu gibt es mehrere Möglichkeiten, die in der Philosophie der Medizin diskutiert werden. Zum einen gibt es reduktionistische Ansätze, die alle Phänomene aus einem materialistisch-mechanistischen Wirken beschreiben und erklären. Um reduktionistische Ansätze besser zu beschreiben, wird zwischen einem ontologischen, einem erkenntnistheoretischen und einem methodologischen Reduktionismus unterschieden. Alternativ zu reduktionistischen Ansätzen sind seit der Mitte des 20. Jahrhunderts auch Emergenz-Theorien verbreitet. Beispielsweise lassen sich so psychische Eigenschaften zwar beschreiben, aber nicht direkt auf die Eigenschaften des Gehirns zurückführen. Dieser nicht-reduktive Materialismus versteht sich auch als Mittelweg zwischen einem Vitalismus und einem biomechanischen Modell.

### Physikalismus und Organizismus
Eine weitere Unterscheidung betrifft die Modellierung von Lebewesen. In einem physikalistischen Modell ist die mathematische und technische Formulierung in der Physik und Chemie auch ausreichend, um biologische Sachverhalte vollständig darzustellen. Dagegen geht ein organizistisches Modell davon aus, dass physikalische und chemische Gesetze für biologische und ökologische Beschreibungen stark an Bedeutung verlieren. Stattdessen wird die Organisation und Struktur des Organismus selbst hervorgehoben.

### Realismus
Für die Formulierung von Krankheitsmodellen ist die Frage zentral, welchen Status Krankheiten einnehmen. Sind sie selbständige Objekte, die unabhängig von konkreten Krankheitszuständen existieren (Realismus), oder sind es Abstraktionen über konkrete Krankheitsbilder? Andauernde Diskussionen drehen sich um die Frage, ob manche Krankheiten sozial konstruiert oder „wirklich“ sind. Eine antirealistische Position sieht Krankheitsmodelle als hilfreiche Instrumente der Wissenschaft, ohne dass damit reale Objekte postuliert werden. Eine wichtige realistische Position in der Medizintheorie wird durch den wissenschaftlichen Realismus eingenommen. Entitäten wie Zellen und Viren, Zustände und Prozesse existieren genau dann unabhängig vom Beobachter, wenn korrekte wissenschaftliche Theorien diese beschreiben. Die Frage nach der Realität von Krankheiten, aber auch von Prozessen und pharmakologischen Wirkstoffen hat großen Einfluss auf Diagnose- und Therapiegestaltung insbesondere in der Neurologie und Psychiatrie. So ist diese Diskussion grundlegend für viele weitere Fragen in der Philosophie der Medizin.

### Kausalität
Die Diskussionen um den Kausalitätsbegriff sind seit der griechischen Antike sehr vielfältig. Während Aristoteles noch vier verschiedene Arten von Ursachen aufzählte, wurde zu Beginn der neuzeitlichen Physik nur noch eine in Betracht gezogen. Die sogenannte „materielle Verursachung“ legte den Grundstein für das mechanistische Weltbild, worin die bewegte Materie letztlich alles verursachte. Spätestens mit den Erkenntnissen in der Physik des 20. Jahrhunderts änderte sich auch die Sicht auf die Kausalität. In der Folge konnten auch Kräfte oder Ereignisse als Ursache angesehen werden. Diese Kausalitätsart nannte Aristoteles dagegen „Wirkursache“. In der Philosophie ist die Diskussion um den Kausalitätsbegriff deshalb noch immer aktuell, in der biomedizinischen Wissenschaft geht man – wie in den Naturwissenschaften – eher pragmatisch damit um, indem als Ursachen Vorgänge und Zustände gleichermaßen anerkannt werden.
Der Kausalitätsbegriff ist in der Medizin zentral für die Möglichkeit wiederholbarer Diagnosen, für jede Begründung und Erklärung, für die Beherrschung körperlicher Zustände, aber auch für jede kausale und damit rational begründbare Therapie. Die Mediziner in der zweiten Hälfte des 19. Jahrhunderts waren verbreitet der Überzeugung, dass rationelle Therapien bald für alle Krankheitsbilder zur Verfügung ständen. Doch die Gültigkeit eines mathematisch-physikalischen, mithin naturwissenschaftlichen Wissenschaftsbegriffes für die Medizin wurde Anfang des 20. Jahrhunderts verstärkt bestritten. So waren Max Verworn und David Paul von Hansemann der Ansicht, dass ein konditionalistischer anstelle eines kausalen Ursachenbegriffes besser für erkenntnistheoretische Formulierungen in der Medizin geeignet ist. Statt von einer Ursache könne nur von Bedingungen oder Konditionen gesprochen werden. Die Reaktionsfähigkeit eines Organismus und die vielfachen Wechselwirkungen mit seiner Umwelt seien wichtiger als die Darstellung einer kausalen Ursache. Die von Verworn konstatierte „Pluralität der Bedingungen“ hatte einen großen Einfluss auf die Medizintheorie. Ebenso wurden zu dieser Zeit teleologische („Zweckursache“) Konzepte wieder verstärkt in der Medizintheorie diskutiert. Für August Bier sind Gesundheit und Krankheit ebenso wie Wirkung und Therapie finalistische (auf ein Ziel ausgerichtet), zweckorientierte Begriffe. Teleologische Prinzipien sollen dabei den kausalen, naturwissenschaftlichen Ansatz jedoch nicht ersetzten, sondern ergänzen. Viktor von Weizsäcker und Gustav von Bergmann sahen in der gleichwertigen Anwendung kausaler und finaler Prinzipien die Möglichkeit Lebenserscheinungen besser zu beschreiben und zu verstehen. Kritiker des teleologischen Prinzips forderten dagegen eine strikte Trennung von kausaler Wissenschaft und den finalistischen Prinzipien der Ethik und Naturphilosophie. Das Prinzip der Teleonomie (Zweckmäßigkeit) solle dabei beide Prinzipien zusammenführen. Heute werden vermehrt systemtheoretische Ansätze oder Ergebnisse der Chaostheorie zur Erklärung von Ursachen und Wirkungen benutzt.
Ursachen in den medizinischen Praxis sind selten deterministisch und monokausal, aber oft probabilistisch und multikausal. Insbesondere in der Epidemiologie können Krankheitsursachen nur schwer eingegrenzt und benannt werden. Austin Hill hat dazu 1965 neun „Aspekte“ wie „Plausibilität des vermuteten Mechanismus“ oder „die Stärke der Abhängigkeit zwischen zwei Phänomenen“ zusammengetragen. Diese wurden als Hill-Kriterien bekannt und dienen heute zur Bestimmung von Krankheitsursachen in der Epidemiologie. Seit den 1980er Jahren versucht die evolutionäre Medizin aus dem Ablauf der Evolution Antworten zu geben, warum Menschen erkranken. George C. Williams und Randolph Nesse erstellten dazu 1996 sechs Kategorien von evolutionär verursachten Krankheitsgründen. Ähnlich wie die Hill-Kriterien können diese ebenso hilfreich für die Suche nach physiologischen Ursachen einer Krankheit sein, wodurch diese der biomedizinischen Forschung und Behandlung leichter zugänglich sind. Eher humanwissenschaftlich orientierte Mediziner und Philosophen wie Eric Cassell und Stephen Toulmin sehen psychologische und soziale Gründe als ebenso wichtig zur Erklärung von Krankheitsursachen an.

### Körper und Leib
Anthropologen, Phänomenologen und Vertreter des Pragmatismus stellen oft den Leib in den Mittelpunkt einer medizintheoretischen Diskussion. Für Max Scheler ist der Leib keine Zuordnung von außen, sondern „eine psychophysisch indifferente phänomenale Gegebenheit, ohne die den Begriff der Empfindung eine Absurdität wäre.“ Der Welterfahrung des Leibes kommt so der Vorrang vor jedem Denken und Wissen zu. Friedrich Nietzsche interpretiert die Weltgeschichte der „Entdeckung des Geistes“ als „Verdeckung des Leibes“ – ein scheinbar empirischer Befund wird so zum Phänomen einer Erscheinung. Dem leibhaftigen Existieren komme dagegen eine fundamentale Bedeutung zu. Für Hermann Schmitz bedeutet der Leib das Spürbare und im Gegensatz dazu der Körper das Wahrnehmbare (und die daraus abgeleitete Vorstellung vom Körper). Die abendländische Kultur hat sich nach seiner Auffassung auf den Körper konzentriert und das Leibliche als Organempfindung oder Zoenästhesie bezeichnet. Für Schmitz ist aber das Spürbare das (primär) Wirkliche. Beispielsweise sei ein sogenannter Phantomschmerz eine Leibesempfindung wie jede andere, das Phantomhafte ergebe sich erst in der Reflexion. Über Empfindungen und Bewegungen lasse sich Einfluss auf Schmerzen, Ängste und körperliche Beschwerden nehmen. Die Leibphilosophie von Hermann Schmitz vermeidet mit der Betrachtung der Leibempfindung und Leibbewegung jede Trennung in Körper, Seele und Geist.
In einem naturwissenschaftlich orientierten Medizinkonzept spielt der Leib-Aspekt hingegen keine Rolle mehr. So wird im Pschyrembel und in anderen medizinischen Wörterbüchern nicht zwischen Leib und Körper unterschieden.

## Epistemologie und Methodologie
Zur Entstehung und Darstellung medizinischen Wissens gibt es in der medizinischen Forschung vielfältige Ansätze, Methoden und Technologien. Die wichtigste erkenntnistheoretische Frage in der medizintheoretischen Debatte dreht sich um die Validität, Rechtfertigung und Sicherheit von diagnostischem und therapeutischem Wissen. Schon in der griechischen Antike bildeten sich zwei grundlegende Methoden zur Gewinnung und Überprüfung von Wissen heraus, der Rationalismus und der Empirismus. Rationalistische Positionen stellen die Vernunft in den Mittelpunkt. Durch Logik und vernünftiges Denken allein könne Wissen erlangt und geprüft werden, die Sinne und die Erfahrung können dagegen trügen. Die Empiriker behaupten dagegen, dass auch alle logischen Regeln und Erkenntnisse erst über die Sinneserfahrungen ermöglicht und gebildet würden.

### Rationalismus und Empirismus
In der heutigen biomedizinischen Praxis ist sowohl die rationalistische Theoriebildung, als auch die empirische Beobachtung oder das Experiment ein wichtiger Bestandteil der Forschung und Praxis. Als Nachteil der rationalen Methode hat sich erwiesen, dass die konkreten Sachverhalte in der Medizin sehr komplex sind. Dadurch können Theorien nicht alle relevanten Elemente umfassen und deshalb nur schwer oder gar nicht bewertet und überprüft werden. Infolgedessen wurden in den letzten Jahrzehnten empirische Methoden wichtiger. In der klinischen Medizin gilt heute als sogenannter Goldstandard eine randomisierte placebo-kontrollierte Doppel-Blindstudie. Im Idealfall liefern diese empirischen Studien wiederum Ansätze für Theorien, wobei Rationalisten aber betonen, dass eine empirisch nachgewiesene Wirksamkeit eines Medikamentes noch kein Wissen darüber bedeutet. Jedes empirische Ergebnis muss demnach in einem Theoriezusammenhang gedeutet werden, um als allgemeines Wissen wiederum für Therapien zur Verfügung zu stehen.
Die naturwissenschaftlich orientierte Medizin übernimmt das Rationalitätskonzept von den Paradigmen der Naturwissenschaften. Damit ergibt sich für die Medizin die Möglichkeit auch an der naturbeherrschenden und manipulativen Technik teilzuhaben. Der menschliche Organismus, die menschliche Psyche sowie die Krankheit werden dabei zum Gegenstand der Wissenschaft, zum wissenschaftlichen Objekt erklärt. Der naturwissenschaftliche Ansatz versucht alle Erkenntnisobjekte in messbaren und quantifizierbaren Parametern zu erfassen mit der Beschränkung auf direkt beobachtbare oder indirekt technisch messbare Sachverhalte. In der Folge wird jede weitere Wahrnehmung, Erfahrung, Erklärung und Handlung an diesen Objekten erfahren und durchgeführt.
Der Gegenstandsbereich, die Methoden und Theorien der Medizin werden heute mehr und mehr von den verwendeten Technologien bestimmt. Standen im Laufe des 19. Jahrhunderts zunächst die Organe, dann das Gewebe und die Zellen im Mittelpunkt, ging der Fokus im 20. Jahrhundert auf die Moleküle und Gene über. Der Gegenstandsbereich der medizinischen Genetik erfordert nicht nur neue Methoden und Hypothesen. Mit neuen Technologien erzeugt die biomedizinische Forschung auch selbst wieder neue Gegenstandsbereiche und entwickelt sich so zu einer technologie- und datengetriebenen Forschung.

### Logik und Begründung
Das Experiment ist heute die dominierende Methode der biomedizinischen Forschung. Diese empirische Praxis ist eingebettet in vielfältige rationale Vorgehensweisen. So müssen Ergebnisse von Experimenten interpretiert werden, neue Hypothesen werden gebildet und überprüft und schließlich wieder neue Experimente entworfen werden. Ebenso wie die medizinische Forschung und Praxis Experiment und Theorie benötigt, genauso sind induktive und deduktive Erkenntnismethoden notwendig.
Die Ergebnisse eines Experiments lassen sich in der medizinischen Forschung nur selten direkt in wissenschaftlichen Hypothesen beschreiben. Deshalb kommen statistische Verfahren zum Einsatz, welche aus den Daten eine Wahrscheinlichkeit ableiten. Eine breite Debatte gibt es in der Medizintheorie über die Bedeutung der verwendeten Verfahren. Legt man einen frequentistischen Wahrscheinlichkeitsbegriff zugrunde, dann prüft man eine sogenannte Nullhypothese (und ihre dazugehörige Alternativhypothese) anhand der speziell ermittelten Daten. Legt man dagegen einen bayesschen Wahrscheinlichkeitsbegriff zugrunde, dann werden mehrere Hypothesen anhand von vorhandenen Daten geprüft. Dadurch ist der bayessche Ansatz eine Bewertung der Sicherheit eines Ereignisses (einer Hypothese) und nicht ihrer Häufigkeit. Beide Methoden haben Vor- und Nachteile. Beide Methoden beziehen sich aber auf Datengruppen und nicht auf Einzelfälle, weshalb alle Ergebnisse in der Praxis zunächst interpretiert werden müssen.
Paul E. Meehl veröffentlichte 1954 eine Analyse über die Güte von Therapieentscheidungen als Vergleich zwischen einer rein statistischen und einer individuell-intuitiven Entscheidungsfindung. Sein Ergebnis wird weithin als Überlegenheit eines statistisch-mathematischen Modells gegenüber einem Expertenurteil dargestellt. Das führt einerseits zur Frage, welche statistischen Methoden zur Entscheidungsfindung im klinischen Alltag am besten geeignet sind. Dafür stehen heute mit einfachen linearen Methoden, Regressionsanalysen und Heuristiken viele verschiedene Modelle zur Verfügung. Andererseits stellt sich die Frage, wie für Entscheidungen qualitative Merkmale des Patienten berücksichtigt werden können.

#### Subjektive Erkenntnisweisen
In den letzten Jahrzehnten wird in der Philosophie der Medizin vermehrt das Thema diskutiert, wie subjektive Erkenntnisweisen wieder stärker der medizinischen Praxis zugutekommen können. Während der objektive, empirisch-analytische Ansatz des biomechanischem Modells das Subjekt aus den Erkenntnismethoden weitgehend ausklammert, gibt es medizintheoretische Ansätze, die moralischen und ästhetischen Werturteile des Kranken mit einzubeziehen. Dabei wird auch zwischen der Krankheit und dem Kranksein als subjektiver Dimension unterschieden. So soll der Umgang eines kranken Menschen mit seiner Krankheit, aber auch mit der eingeleiteten Therapie in umfassenden theoretischen Ansätzen berücksichtigt werden. Für Alfred I. Tauber ist dagegen eine Trennung in einen objektiven und einen subjektiven Krankheitsbegriff unhaltbar, da jede Erkenntnis subjektiv interpretiert werden müsse. Laurence Foss führt beide Seiten unter einem sogenannten „infomedical“ Modell in einem neuropsychologischen Ansatz zusammen. Körper und Person (Geist) sind dabei über Information verbunden. In eher humanwissenschaftlich orientierten Modellen sollen unter anderem die Intuition und die Werturteile der beteiligten Personen integriert werden. Ein weiterer Ansatz, insbesondere von Linda Zagzebski und John Greco ist die Tugendepistemologie. Dabei sollen Aussagen über das Wissen des Mediziners auch mithilfe seiner persönlichen Eigenschaften getroffen werden. Individuelle Tugenden wie Offenheit, Vorurteilsfreiheit und Verlässlichkeit beeinflussen in diesem Modellansatz somit auch die Güte des transportieren Wissens. Zur Anwendung kommen dabei unter anderem Überlegungen und Methoden aus den Bereichen Kybernetik, Systemtheorie und Informationstheorie.

#### Konzepte der Medizin
In seinem medizinhistorischen Standardwerk „Konzepte der Medizin in Vergangenheit und Gegenwart“ (1978) unterscheidet Karl Eduard Rothschuh zwölf grundlegend verschiedene Vorstellungen über Ursachen und Heilungsmöglichkeiten von Gesundheitsbeeinträchtigungen. Ein Medizinkonzept benötigt danach ein Menschenbild und eine Lehre von Krankheit und Heilung. Diese lassen sich nach verschiedenen Aspekten ordnen und klassifizieren. Sie können entweder eher an der Erfahrung oder eher am rationalen Denken orientiert sein. Ihre Rechtfertigung und Glaubwürdigkeit erhalten sie durch ihre Nähe zu allgemeinen religiösen, gesellschaftlichen, philosophischen und wissenschaftlichen Auffassungen in der Gesellschaft. Besonders die abendländische Kultur habe ein reiches Spektrum an unterschiedlichen Medizinkonzepten hervorgebracht.
| Konzept                                     | Kurzbeschreibung | Gruppierung                      | Beispiel, Ausprägung                                                                                             |
| ------------------------------------------- | --- | -------------------------------- | --- |
| Iatrodämonologie                            | Animistisches Konzept, in dem Krankheit durch böse, unsichtbare Geister und Dämonen verursacht wird | supranaturalistisch              | weltweit verbreitet; in Europa in der Volksmedizin mit einem Höhepunkt im Hexenglauben                           |
| Iatrotheologie                              | Die Medizin steht systematisch in einem Mensch-Gott-Verhältnis; Krankheit ist eine göttliche Fügung oder Sünde. | supranaturalistisch              | besonders in monotheistischen, aber auch in polytheistischen Religionen                                          |
| Iatroastrologie                             | Krankheits- und Heilungsfaktoren sind durch astrologischen Konstellationen bestimmt. | supranaturalistisch              | in den Hochkulturen Babylon, Äqypten, Indien und China                                                           |
| Iatromagie                                  | Magisches Denken und Handeln zur Heilung und Stärkung | supranaturalistisch              | in archaischen Kulturen und antiken Hochkulturen                                                                 |
| Empirische Medizin                          | Erfahrungsmedizin mit einer theorielosen Heilpraxis, Heilung mithilfe von Intuition und Beobachtungsgabe | theorielos                       | die griechischen Empirikerschule und die Britischen Empiriker des 17. Jahrhunderts (John Locke, Thomas Sydenham) |
| Humoralpathologie                           | Gesundheitsbeeinträchtigungen entstehen durch eine Störung der Körpersäfte; die Heilung durch deren Harmonisierung. | naturalistisch                   | Galens Medizinkonzept, Avicenna                                                                                  |
| Iatrophysik, Iatromechanik, Iatromathematik | Krankheit und Gesundheit hängen von mess- und berechenbaren mechanischen und physikalischen Funktionen ab. | naturalistisch                   | griechische Atomistik, Körpermechanik bei William Harvey                                                         |
| Iatrochemie                                 | Die stoffliche Zusammensetzung, Eigenschaften, Umwandlung und Wechselwirkung im Körper beeinflussen Krankheit und Gesundheit.                                                                                            | naturalistisch                   | Paracelsus, Franciscus Sylvius, Thomas Willis                                                                    |
| Iatrodynamik                                | Psychische Kräfte, Seelen- oder Lebenskräfte bestimmen Krankheit und Gesundheit. | naturalistisch oder psychosozial | Animismus von Georg Ernst Stahl; Mesmerismus; Psychosomatik; Homöopathie                                         |
| Iatromorphologie                            | Die Morphologie (oder Anatomie) bestimmt Krankheit und Gesundheit. | naturalistisch                   | Histologie nach Xavier Bichat                                                                                    |
| Naturphilosophie der Romantik               | Aus wenigen spekulativen Vernunftsprinzipien wird die gesamte Natur und Medizin erklärt. | naturalistisch oder psychosozial | „Romantische Medizin“ von ca. 1800 bis 1830 in Mitteleuropa                                                      |
| Iatrotechnik                                | Die Beherrschung von physikalischen und chemischen Prozessen bestimmt die Heilung. Der technomorphen Krankheitsauffassung (defekte Maschine) entspricht das technomorphe Arzt-Patienten-Verhältnis (Techniker-Maschine). | naturalistisch                   | ab ca. 1840 in Europa und Nordamerika                                                                            |

Die Unterscheidung in die Gruppen naturalistisch und supranaturalistisch wird aus heutiger wissenschaftstheoretischer Sicht getroffen, vor 1850 war sie weitgehend unbekannt.

#### Erkenntnismethoden
Axel W. Bauer unterscheidet für die Medizin vier grundlegende Methoden des Erkenntnisgewinnes.
Das Axiom der Existenz von übernatürlichen Personen und Kräften
Der Glaube an die Wirkung supranaturaler Kräfte beschränkt sich nicht auf Vorstellungen in den Religionen. In subjektiven Krankheitstheorien kann das Axiom große Bedeutung für den Patienten haben. Dieses Paradigma besitzt praktisch keinen prognostischen Wert, aber eine sehr hohe retrospektive Erklärungskraft.
Das Axiom der semiotischen Korrespondenz von Phänomenen
Symbolische Assoziationen und Analogien beschreiben hier kosmologische und anthropologische Gesetzmäßigkeiten. Diese werden zur Erklärung von Krankheiten und für die Therapie benutzt. Bekannte Beispiele sind die "Yin und Yang"-Lehre, die Astrologie und die Homöopathie.
Das Axiom des kausalgesetzlichen, mechanisch-deterministischen Ablaufs von Prozessen in der Natur
Dieses Axiom stellt im Wesentlichen das Paradigma der Naturwissenschaften dar, dem sich die Medizin im 19. Jahrhundert in vielen Bereichen angeschlossen hat.
Das Axiom der Möglichkeit des intersubjektiven Verstehens von menschlichen Lebensäußerungen durch hermeneutische Interpretation verbaler und nonverbaler Zeichen.
Bei diesem Axiom steht das Subjekt im Mittelpunkt. Es ist Teil der Grundlagen in der Psychoanalyse, der Psychosomatik und der Psychiatrie.
Diese Axiome sind nach Bauer nicht beweisbar, nicht widerlegbar, entziehen sich einer Letztbegründung und sind nicht miteinander kompatibel.
Erkenntnismethoden der wissenschaftlichen Heilkunde
Aus diesen Axiomen können wiederum vier basale Erkenntnismethoden der wissenschaftlichen Heilkunde gewonnen (Seiffert, 1969; Hahn, 1988):
1. die phänomenologischen Methoden
2. die empirisch-analytischen Methoden
3. die hermeneutischen Methoden
4. die dialektischen Methoden.

Diese Erkenntnismethoden sollen in einem sogenannten Methodenkreis in der ärztlichen Praxis gleichermaßen zum Einsatz kommen.

### Entscheidungen und Urteile

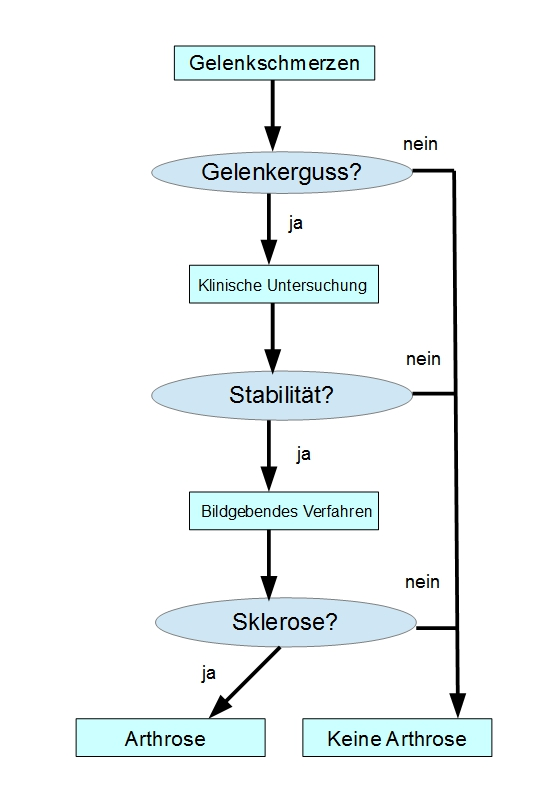
Entscheidungsbaum in der medizinischen Diagnostik – Beispiel Arthrose

Entscheidungen für oder gegen Therapien in der Medizin werden in der Regel mit Unsicherheiten und Wahrscheinlichkeiten gefällt. Die Grundlage fundierter Therapieentscheidungen bildet zunächst die Analyse der medizinischen Untersuchungsverfahren. Aus diesen lassen sich mit weiteren mathematischen Verfahren die Wahrscheinlichkeiten für bestehende Krankheiten beim Patienten ermitteln. Diese wiederum können als Entscheidungsbaum dargestellt werden mit Endpunkten (engl. outcome) wie Tod, Lebenserwartung, Überlebenswahrscheinlichkeit oder Zufriedenheit. Insbesondere Vertreter der evidenzbasierten Medizin erhoffen sich aus der Analyse qualitativ hochwertiger Studien ebendiese Daten zu Diagnoseverfahren zu gewinnen. In der Medizintheorie wird aber auch die Meinung vertreten, dass diese Art quantitativer Daten und Berechnungen nicht ausreicht, um Therapieentscheidungen zu treffen. Die Vorteile einer Entscheidungsanalyse mittels eines Entscheidungsbaumes sind dagegen die Reproduzierbarkeit und Transparenz der Entscheidungsschritte, sowie die Möglichkeit mehrere Therapiemöglichkeiten quantitativ zu vergleichen.
Daneben werden eine Reihe weiterer Einflussgrößen auf die Therapieentscheidung genannt. Auf der gesellschaftlichen Ebene sind es Patientenvereinigungen, die Pharmalobby oder Akteure im Gesundheitssystem wie die Krankenkassen. In einer konkreten Entscheidungssituation können ebenso Patientenbelange und viele weitere relevante Faktoren dazukommen. Da aber nicht alle Einflüsse in einem Entscheidungsbaum abgebildet werden können, sei dieser gefährlich unvollständig.

### Medizinische Erklärungen
Erklärungen geben eine Antwort auf die Fragen nach dem „Warum“. Das Erklärte wird dadurch nachvollziehbar. Können Phänomene oder Vorgänge mit Hilfe von allgemeinen Naturgesetzen und wissenschaftlichen Theorien logisch und technisch erklärt werden, dann sind sie auch beherrschbar. Mit dem deduktiv-nomologisches Erklärungsmodell von Carl Gustav Hempel und Paul Oppenheim wurden ebendiese Forderungen in den 1940er Jahren ausformuliert. Allerdings ist es an allgemeinen, deterministischen Gesetzen ausgerichtet, wie sie sich eher in den Naturwissenschaften finden, aber nur selten in der Medizin. Dort herrschen statistische Aussagen und Gesetzmäßigkeiten vor. Trotz einiger philosophischer Schwierigkeiten bei der Modellierung von Kausalität sind kausale Erklärungsmodelle in der Medizin die wichtigsten. Wesley C. Salmon hat ein kausal-mechanisches Erklärungsmodell entworfen, um die ungelöste Frage nach dem Wesen der Kausalität zu umgehen. Kausalität wird dabei nicht als allgemeines Gesetz verstanden, sondern jedem Phänomen der natürlichen Welt zugerechnet. Medizinisches Wissen wird heute weitgehend in diesem kausal-mechanischen Erklärungsmodell formuliert. Es bleibt jedoch zweifelhaft, ob Kausalität immer in einem mechanistischen Wirkungszusammenhang steht und was genau ein kausaler Mechanismus, der so weit interpretiert wird, ist.
Müssen viele Einflussgrößen in einem Modell berücksichtigt werden, dann bietet sich unter anderem das von Paul Thagard entwickelte sogenannte ECHO-Modell an. Hypothesen und Daten werden in diesem Modell miteinander verknüpft, um eine möglichst hohe Kohärenz zu ermitteln. Schließlich bietet jene Hypothese die beste Erklärung, welche am besten mit den modellierten Daten, Hypothesen und Außeneinflüssen verbunden ist. Thagard verwendet sieben „Prinzipien“ wie das Symmetrie- und das Analogprinzip sowie Kohärenzregeln, um zu entscheiden, ob einzelne Aussagen in das Aussagensystem aufgenommen werden oder nicht. In der Tradition des von Charles Sanders Peirce formulierten Abduktionsbegriffes entwickelte Gilbert Harman ebenfalls ein Modell, welches als Schluss auf die beste Erklärung (engl. inference to the best explanation, kurz IBE) bekannt ist. Indem schlechter passende Erklärungshypothesen ausgeschlossen werden, wird in diesem Modell die beste Erklärung ermittelt.
Außerdem können Modelltypen danach unterschieden werden, ob sie global oder lokal aufgebaut sind. Globale Modelle versuchen den gesamten Theorieansatz der Naturwissenschaft zu vereinheitlichen und so eine Erklärung mit möglichst wenigen Hypothesen zu ermöglichen. Lokale Modelle gehen von Phänomenen und ihren zugrundeliegenden Mechanismen aus. Alle Erklärungsmodelle dieser Art haben den Nachteil, dass mit der „besten“ Erklärung nicht unbedingt die „wahre“ Erklärung gefunden werden kann. Außerdem sind die Begriffe Kohärenz und Erklärung wegen ihrer Unbestimmtheit umstritten.
Jeder Teil eines kausalen Systems kann auch als Mittel für eine Wirkung betrachtet werden. Stellt man die Mittel-Zweck-Relation in den Mittelpunkt der Analyse, dann spricht man von funktionalen Erklärungen. Für Ernest Nagel ist eine Funktion dabei die Fähigkeit eines Teils, seine kausale Rolle im Ganzen zu erfüllen. Demgegenüber bestreitet Hempel, dass funktionale Erklärungen überhaupt legitim seien. Aus einer naturalistischen Sicht ist es nicht akzeptabel, dass eine Funktion nicht nur die Wirkung, sondern auch die Existenz des Mittels erklärt. Funktionale Erklärungen haben eine hohe intuitive Erklärungskraft und werden auch zunehmend benutzt. Allerdings gibt es weiterhin unterschiedliche Auffassungen über die Fragen, was eine funktionale Erklärung ist und ob sie ohne teleologische Annahmen formuliert werden kann.

### Diagnose
| Medizinische Diagnose                | Wissenschaftliches Experiment Wissenschaftliche Hypothese |
| ------------------------------------ | --------------------------------------------------------- |
| Subjekt steht im Mittelpunkt         | entsubjektiviert                                          |
| konditional                          | kausal                                                    |
| Individualität                       | Repräsentant                                              |
| Ziel ist die Therapie und Gesundheit | Erkenntnisziel                                            |
| zeitbezogen                          | zeitlos                                                   |
| nicht korrigierbar                   | korrigierbar                                              |
| praktische Aussage                   | theoretische Aussage                                      |
| Singuläraussage                      | allgemeine Aussage                                        |

In der ärztlichen Praxis kommt der Diagnose eine zentrale Bedeutung zu. Sie ist nicht nur Grundlage der Therapiewahl, indem sie das medizinische Wissen mit dem ärztlichen Handeln verbindet. Eine gestellte Diagnose hat ebenso Auswirkungen auf das persönliche Befinden des Patienten, seine soziale Rolle und damit finanzielle, verwaltungstechnische und rechtliche Konsequenzen.
Eine Diagnose ist ihrer systematischen Kategorie nach eine Aussage, die einen Krankheitsbegriff einem bestimmten Patienten zu einer bestimmten Zeit zuordnet. Aussagen über das Krankheitsbild sind dagegen Gegenstand der klinischen Forschung. Mit dem Aussagecharakter verbunden ist ein Wahrheitsanspruch und die Notwendigkeit einer Begründung. Im Gegensatz zu Aussagen in den Naturwissenschaften ist die Diagnose eine Singuläraussage. die nicht verallgemeinert werden kann. Weiterhin sind wissenschaftliche Aussagen fast immer quantifizierende Aussagen, die Diagnose ist hingegen positiv qualifizierend.
Schon eher lassen sich die wissenschaftstheoretischen Arbeiten auf dem Gebiet der wissenschaftlichen Erklärungen auf den Vorgang der ärztlichen Diagnose übertragen. Das deduktiv-nomologische Modell zur Erklärung eines Einzelfalls mit Hilfe von Kausalzusammenhängen ist dabei aber weniger geeignet. Da viele Bedingungen und Beziehungen im medizinischen Bereich nur mit einer gewissen Wahrscheinlichkeit zutreffen, eignet sich hier eher das induktiv-statistische Modell. Dabei ist eine Diagnose selbst noch keine Erklärung. Die Frage ist, ob die Symptome die Krankheit erklären oder die Krankheit die Symptome. In logischer Hinsicht macht das keinen Unterschied, aber ein Arzt muss in der Praxis das symptomatische Gesamtbild des Patienten erklären können.
Die Diagnose ist also eine Randbedingung und nicht das Ziel der Erklärung (das Explanandum ist das symptomatische Gesamtbild). Die diagnostische Praxis ist aus formaler Sicht eine Suche nach den Ursachen und Bedingungen, die zu einer Folge passen. Jede Überprüfung der Korrektheit einer Diagnose kann somit nur auf dieses Erklärungsmodell zurückgreifen. Eine einfache Ausweitung der empirischen Suche nach weiteren Symptomen löst dieses Problem nicht.
Eine Diagnose beginnt in den meisten Fällen mit subjektiven Beschwerden des Patienten. Diese führen den behandelnden Arzt zu medizinischen Untersuchungen und Hypothesen über die vermutete Krankheit. Der Diagnoseprozess endet in der Regel, wenn alle weiteren Untersuchungen zu keinen neuen und relevanten Ergebnissen mehr führen (würden) und alle Hypothesen bis auf eine ausgeschlossen werden können. Zum Verständnis des Prozesses der Hypothesenbildung existieren einige Vorschläge, aber noch keine einheitliche, allgemein akzeptierte Theorie. Zur Erklärung werden teils kognitionspsychologische Modelle vorgeschlagen.

### Therapie
Aus erkenntnistheoretischen Betrachtungen heraus sind die zwei wichtigsten Eigenschaften einer Therapie die medizinische Wirksamkeit und die Sicherheit. Um wirksame und sichere Behandlungsmethoden zu entwickeln und bereitzustellen, werden besonders zwei Methoden benutzt: Neben der biotechnischen Forschung randomisierte kontrollierte Studien. Ein Ziel – insbesondere von der Evidenz-basierten Medizin formuliert – ist es, zu allen bekannten Verfahren möglichst viele und möglichst „hochwertige“ Studien zu produzieren, deren Ergebnisse dann in Meta-Studien ausgewertet werden. Die Wertigkeit einer Studie bestimmt sich danach an mehreren Faktoren und Parametern. Die systematische und erkenntnistheoretische Aufarbeitung dieser Eigenschaften nimmt in der medizintheoretischen Forschung einen breiten Raum ein. Diskutiert werden besonders die Fragen, wie das Studiendesign optimiert und die Aussagekraft der Studien erhöht werden kann.

### Sprache und Semiotik

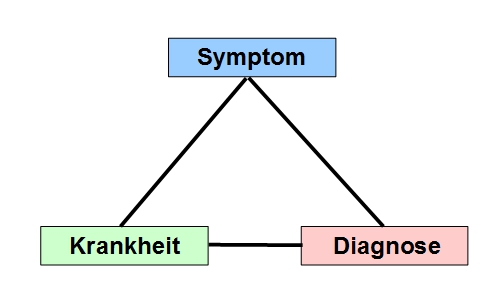
Semiotisches Dreieck: Symptom – Diagnose – Krankheit

Die Sprache der Medizin ist die natürliche Alltagssprache mit Fachbegriffen, aber ohne eigene Syntax und Semantik. Im Gegensatz zur Sprache der Naturwissenschaften sind ihre Begriffe nur unzureichend oder gar nicht genauer bestimmt. Aus Sicht der analytischen Philosophie macht sich dies besonders in den nur schlecht oder gar nicht definierten zentralen Begriffen wie „Krankheit“ oder „klinische Forschung“ bemerkbar.
Die medizinische Semiotik beschäftigt sich mit der Beobachtung, Interpretation und Beurteilung von medizinischen Zeichen. Seit der griechischen Antike gibt es eine systematische Lehre der Zeichen in der medizinischen Praxis, besonders im Erkennen und Verstehen von Krankheitsanzeichen, aber auch in der gesamten Arzt-Patienten-Beziehung. Die Zeichentheorie hat jahrhundertelang eine führende Rolle in der Medizin eingenommen. Von ca. 1750 bis 1850 genoss die medizinische Semiotik den Status eines eigenständigen medizinischen Fachgebietes. Infolge immer vielfältigerer und differenzierterer Diagnosemöglichkeiten wurde dieses in die heutige Diagnostik überführt. Damit änderte sich auch die zeichentheoretische Bedeutung der Symptome. In einer mechanistischen Interpretation der Symptome werden diese nach der Absicht des Beherrschens als passive Objekte betrachtet, in einer semiotischen Interpretation dagegen nach den Absichten. der Bedürfnisse der Lebensprozesse selbst. Ohne die Subjektivität des Zeichengebers verschwand auch die Zeichentheorie zu Gunsten der Kausalbeziehung. Neben den Symptomen ließen sich auch das Hormonsystem oder die Gene in einem Informationsmodell betrachten und so durch die Semiotik interpretieren.
Alle zugänglichen Informationen wie die Anamnese, körperliche Untersuchungen und Ergebnisse wissenschaftlich-technischer Tests stellen medizinische Zeichen dar. Diese unterscheiden sich in ihrer Validität und Bedeutung. Neuere diagnostische Verfahren können eine bessere Diagnostik ermöglichen (Validität), können aber auch irrelevante Anomalien aufzeigen (Bedeutung). Ohne eine medizinische Semiotik können so klinisch unbedeutende Diagnoseergebnisse trotzdem zu einer großen Belastung für den Patienten oder zu unnötigen und riskanten Therapien führen. Der Arzt ist deshalb immer gefordert, die medizinischen Zeichen im Kontext zu interpretieren.

## Krankheit und Gesundheit
Die Begriffe Krankheit und Gesundheit sind zentral in der Medizin und Heilkunst. Sie geben den Anlass und das Ziel jeder ärztlichen Tätigkeit vor und besitzen auch vielfältige gesellschaftliche und rechtliche Auswirkungen. So haben Entscheidungen über Krankheit und Gesundheit nachhaltige Auswirkungen über die Verteilung von Ressourcen in einer Gesellschaft. Wichtige Gruppen in der Gesundheitspolitik wie Patienten, Pharmaindustrie und Ärzteschaft haben ein Interesse daran, den Krankheitsbegriff möglichst expansiv zu definieren. Diese Konstellation wird auch als Medikalisierung bezeichnet und ist Gegenstand der medizintheoretischen Diskussion.
Ausgehend von der Überlegung, dass ein Mensch nie vollkommen krank oder vollkommen gesund ist, kannte die griechische Antike noch einen mittleren Zustand, neutralitas. Für Galenos gab es deshalb neben einer Krankheitslehre auch eine Gesundheitslehre und eine „Lehre der Neutralität“. Karl Eduard Rothschuh, der den Krankheitsbegriff als Abstraktum, dem die Konkretheit der Krankheitsvorstellung fehlt, ansah, empfahl 1978 folgende Definition: „Krank ist der Mensch, der wegen des Verlustes des abgestimmten Zusammenwirkens der physischen oder psychischen Funktionsglieder des Organismus subjektiv (oder-und), klinisch (oder-und) sozial hilfsbedürftig ist“. Es existiert jedoch bis heute keine allgemeingültige Definition von Krankheit und Gesundheit. Es gibt verschiedene Versuche, beide Begriffe wertfrei beschreibend zu definieren; dabei ist es umstritten, ob dies ohne einen evaluativen (wertenden) und normativen Charakter möglich ist. Häufig wird Gesundheit nicht nur als das Gegenteil von Krankheit betrachtet, sondern besitzt noch weitere Qualitäten wie Unabhängigkeit und Lebensfreude. Andererseits wird Krankheit nicht immer nur negativ beurteilt.

### Die Ontologie der Krankheit
Gegen ein ontologisches Verständnis von Krankheiten wendet sich der Medizintheoretiker Richard Koch. Im Sinne von Hans Vaihinger beschreibt er Krankheiten als Fiktionen, die man als „brauchbares Abkürzungsverfahren“ sehen sollte.
Der englische Mediziner Thomas Sydenham entwickelte im 17. Jahrhundert eine ontologische Klassifikation von Krankheiten. Krankheiten sind demnach eigenständige Wesenheiten, die systematisiert werden können wie Lebewesen oder Minerale. Der Name einzelner Krankheitsbilder und manche umgangssprachliche Beschreibungen lassen teils noch heute eine Personifizierung von Krankheitssymptomen vermuten. Gesundheit und Krankheit kämpften um den Menschen wie Gut und Böse. Diese ontologische Krankheitsauffassung liegt auch der Mikrobentheorie der Infektionskrankheiten zugrunde, die Mitte des 19. Jahrhunderts unter anderem durch Agostino Bassi und Louis Pasteur immer mehr Anhänger fand und auch heute noch ein gängiges Erklärungsschema darstellt. Durch weitere Forschungen wurde die Bedeutung von Toxinen (Giftstoffen) sowie die individuelle Disposition als Krankheitsfaktoren erkannt. So entwickelte sich zeitgleich auch eine moderne dynamische Krankheitstheorie, in deren Mittelpunkt das Ideal des Gleichgewichtes steht. Beide Krankheitstheorien existieren heute parallel, wobei die ontologische Theorie eher zur Erklärung von infektiösen und parasitären Krankheitsbildern dient, die dynamische Theorie eher bei dysfunktionalen oder endokrinen Störungen.
Ein weiteres Kriterium bei der Bestimmung von Krankheitskonzepten ist die Lokalisation. Während in vorgeschichtlicher Zeit die Krankheit des Menschen nicht von der Gemeinschaft und dem Übernatürlichen getrennt wurde, beschränkte die Lehre des Hippokrates Krankheit und Gesundheit auf den Mikrokosmos Mensch. Schon bei Galenos konnten auch einzelne Organe als krank gelten. Im 19. Jahrhundert erkannte Xavier Bichat zunächst, dass Krankheiten das Gewebe der Organe befallen, bis schließlich Rudolf Virchow die Zellular-Pathologie begründete. Heute wird von der Molekular-Medizin vermehrt die DNA als Ort möglicher Pathologien gesehen.
Weitere Diskussionen werden in der Medizintheorie zur Konzeption psychischer Krankheiten geführt. Da „geistige Merkmale“ kaum oder gar nicht valide gemessen und operationalisiert werden können, wird die Existenz von psychischen Krankheiten teilweise ganz bestritten. Als Reaktion darauf gibt es Versuche, die Psychiatrie stärker auf die Neurologie zu beziehen, psychische Krankheiten werden dann Krankheiten des Gehirns. Da aber auch die Frage nach gesellschaftlichen Normen und Werten bei der Konzeption von psychischen Krankheiten ein großes Gewicht hat, ist dieses Thema in der Medizintheorie noch stark umstritten.

### Der Krankheitsbegriff
Ein allgemein akzeptierter, wissenschaftlicher Krankheitsbegriff existiert nicht. Nicht nur zwischen verschiedenen Wissenschaften, sondern auch zwischen verschiedenen Schulen und Fächern der Medizin wird der Begriff unterschiedlich und teils gegensätzlich gefasst. Allgemein ergibt sich eine Konzeption menschlicher Krankheit aus Interpretationen über Erfahrungen und Theorien aller anthropologischen und biologischen Aspekte menschlichen Lebens. Die in der Medizintheorie diskutierte zentrale Frage ist das Verhältnis zwischen naturwissenschaftlich-empirischen, subjektiv-evaluativen und moralisch-normativen Ansätzen und Vorstellungen in der Definition der Begriffe Krankheit und Gesundheit.
Eine häufig benutzte praktische Definition von Krankheit ist: ein unerwünschter Körperzustand, der von Ärzten behandelt wird. In einem ähnlich positivistischen Ansatz ist eine Krankheit das, was in einem Klassifikationssystem wie dem ICD aufgelistet ist. Zu beiden Ansätzen lassen sich allerdings Gegenbeispiele finden und sie eignen sich nicht für weitere erkenntnistheoretische Analysen. Definitionsversuche von Krankheit (und Gesundheit) in der Medizintheorie versuchen meist einen theoretischen Begriff aus der Geschichte und der Praxis der Medizin zu rekonstruieren. Eine brauchbare und medizintheoretisch erstrebenswerte Definition ist dann eine, die umgekehrt auch eine praktische Verwendung des Begriffes umfasst und die Aussagen zum Wesen oder zum Ideal der Krankheit macht.
Christopher Boorse vertritt eine naturalistische, biostatistische Krankheitsdefinition. Was als Krankheit zu gelten hat, ist allein durch evolutionsbiologisch bestimmten Ziele wie Überleben und Reproduktion vorgegeben. Mit seiner funktionalen Theorie der Krankheit versucht Boorse auch jeden Bezug zu einem Wertbegriff zu vermeiden. Dazu konstruiert er „natürliche“ Referenzklassen (beispielsweise Kinder oder ältere Männer) und ermittelt eine „statistische Normalität“. Diese setzt er in Bezug zu einer biologischen Funktion. Eine Krankheit tritt dann ein, wenn die normale Funktionsfähigkeit signifikant unterschritten wird. Wegen seiner naturalistischen Ausrichtung hat dieser Ansatz die Vorteile, dass er gut operationalisierbar ist und auch auf alle anderen Spezies neben dem Menschen angewendet werden kann. Diese funktionale Theorie hat aber auch einige Schwächen und Grenzen. Zum einen in der Abgrenzung der Referenzgruppe oder in der Festlegung von „normalen Parametern“ einer Funktion. Auch sind manche Krankheiten von strukturellen Veränderungen geprägt, die sich nur schlecht funktional abbilden, und es gibt weitverbreitete Krankheiten wie Zahnkaries, die es schwer machen von einer „gesunden“ statistischen Referenzgruppe auszugehen. Die Ausrichtung auf funktionale Einheiten ist weiterhin ein teleologisches Konzept, das sich nur schwer in einem naturalistischen Ansatz begründen lässt. Und schließlich wird das persönliche Wohlergehen des Patienten auf die Überlebensfähigkeit und Reproduktionsfähigkeit verkürzt. In der Praxis spielen biostatistische Verfahren in der Diagnose eine wichtige Rolle. Beispielsweise bei der Bewertung des Blutdruckes oder der Verwendung eines sogenannten Blutbildes werden quantitative Veränderungen ab einer gewissen Variation als Störung betrachtet.
Auch eine vertiefte evolutionsbiologische Sicht kann hier Antworten liefern. So ist die individuelle Gesundheit nicht unbedingt ein Selektionsvorteil in der Evolution. Einer rein evolutionsbiologisch begründeten Krankheitsdefinition sind somit Grenzen gesetzt. Dagegen besteht die Hoffnung, dass die Evolutionsbiologie in Zukunft genauer klären kann, welche Funktionen „normal“ sind und damit eine biologische, anstelle einer statistischen Definition von Normalität zur Krankheitsdefinition beisteuern könnte. Randolph M. Nesse unterscheidet acht Krankheitsursachen bzw. Gründe, warum es zu Krankheiten kommt, aus evolutionsbiologischer Sicht. Beispielsweise entwickeln sich die sogenannten Krankheitserreger wie Bakterien ebenfalls weiter und konkurrieren mit ihren Trägern.
Einen eher normativen oder lebensweltlichen Ansatz wählt Hugo Tristram Engelhardt Jr. Unstrittig ist, dass der Krankheitsbegriff enorme normative Auswirkung hinsichtlich der sozialen Rolle und des rechtlichen Status hat. Zudem fordert die Feststellung einer Krankheit Reaktionen und Handlungen sowohl von der Gemeinschaft, dem Arzt und dem Patienten. Engelhardt versucht neben den biologisch geprägten genetischen, infektiösen und metabolischen (Stoffwechsel) Ursachendimensionen auch die psychologischen und sozialen Aspekte in die Begriffsbestimmung mit einzubeziehen. Wichtig sei dabei aber, dass die Medizin eine wissenschaftliche Generalisierung und keine moralischen Absichten verfolgt. Ein entscheidender Nachteil normativer Ansätze für eine wissenschaftstheoretische Weiterentwicklung ist ihr Kulturrelativismus. Wenn eine (negative) Bewertung eines Zustandes als Krankheit die Definition bildet, dann ist es schwer ein universales Kriterium zu finden, wie sie dagegen die naturalistischen Ansätze anbieten wollen. Die Vertreter normativer Ansätze gehen jedoch davon aus, dass diese einen kulturrelativistischen Krankheitsbegriff nicht unbedingt mit einschließen. Legt man demnach universale Werte und Normen zugrunde, dann erhält man auch eine universale Definition wie mit einem naturalistischen Ansatz. Die Möglichkeit von universellen Werten und Normen ist aber stark umstritten. Bekannt sind in der Medizingeschichte neben den statistischen und ideellen auch individuelle Normbegriffe. Für einen Patienten kann die Norm auch in seiner Biographie liegen.
Einen anderen Ansatz wählt Richard Koch. Für ihn ist 'Krankheit' eine reine Fiktion. Betrachtet man insbesondere die subjektive Dimension des Erleidens oder Erfahrens der Krankheit, das Kranksein. dann rückt das Individuum in den Mittelpunkt der Definition. Friedrich Curtius begründete so eine Individualpathologie (Curtius, 1959), in der jede Krankheit ein singuläres Ereignis ist. Besonders auf die Psychiatrie und die psychischen Krankheiten richtet sich die Kritik von Thomas Szasz. Sie sind für ihn eher Mythen und Metaphern, aber keine medizinisch und wissenschaftlich brauchbaren Begriffe und Konzepte.
Lennard Nordenfelt definiert Gesundheit als die Möglichkeit einer Person ihre maßgeblichen Ziele zu erreichen, wobei diese Ziele zumindest das „minimale Glück“ der Person gewährleisten sollen. Infolge der Schwierigkeiten eine theoretische Pathologie zu entwickeln, gibt es in der Philosophie der Medizin die Feststellung, dass es vielleicht nicht möglich ist eine einheitliche Definition zu entwickeln. Die einzelnen Krankheitsbilder würden dann in einer Art Familienähnlichkeit lose zusammengehören.

### Therapie und Heilung
Der Begriff der Heilung besitzt keine objektive Evidenz. Was als Heilung definiert wird, hängt entscheidend von dem verwendeten Paradigma und den Methoden ab. Daraus ergeben sich unter anderem Unterschiede in der Befindlichkeit des Patienten, dem Zeithorizont, der Zieldefinition im Sinne der Definition von Gesundheit. Es gibt zwar zwischen verschiedenen paradigmatischen Ansätzen keine Unterschiede in der Frage, was als Heilung in einem bestimmten Fall anzusehen ist, dennoch kann Heilung je nach zugrundeliegendem Paradigma unterschiedlich gefasst sein. Besonders psychotherapeutische Ansätze können erheblich voneinander abweichen, dagegen sind anatomisch-chirurgische Eingriffe meist unstrittig. Wie Heilung definiert wird, hängt aber ebenso von der Krankheitsdefinition ab. Wenn einzelne Symptome verschwinden, bedeutet es nicht unbedingt, dass die chronische Krankheit, die diese hervorgerufen hat, ebenso geheilt ist.

### Krankheitsklassifizierungen
Festlegungen in der Ontologie haben bedeutende Auswirkungen auf die Klassifizierung von Krankheiten. In einer Zellular-Pathologie werden Krankheiten beispielsweise anhand von Zellmerkmalen eingeteilt. Liegt der Fokus dagegen auf dem Kranksein des Individuums selbst, dann ist es schwerer, allgemeine Klassen zu finden. Krankheitsklassifizierungen erfolgen heute anhand von praktischen Erwägungen und wissenschaftlichen Werten, wie der Validität und Verlässlichkeit von Diagnosen und Prognosen. Für einen ontologischen Krankheitsbegriff spricht, dass Krankheitseinteilungen neben der Diagnose und Prognose auch der Therapie dienen und damit auch dem Versuch, die Realität (der Krankheit) zu kontrollieren. Ebenso kann eine Klassifikation ontologischer Krankheitsdefinitionen leichter in eine Klassifikation der Krankheitsursachen und damit auch in einen Therapieansatz überführt werden. Am anschaulichsten ist die Beschreibung von Krankheiten anhand von Krankheitserregern wie Bakterien oder Parasiten.
Andererseits weisen die Vertreter einer physiologischen (symptomatischen, funktionalistischen) Krankheitskonzeption darauf hin, dass sich Krankheiten wesentlich komplexer darstellen können als dies in ontologischen Konzepten zum Ausdruck kommt. Sie sind demnach nicht nur multifaktoriell, sondern auch multidimensional. Genetische, metabolische, individuelle, soziale und psychologische Einflüsse und Auswirkungen könnten allerdings nur schlecht als allgemeine Entität abgebildet werden.

### Nosologie
Der gegenwärtigen Medizin liegen verschiedene Krankheitsbegriffe zugrunde. In Anlehnung an den ontologischen Krankheitsbegriff ist heute ein pragmatisch verwendeter Ordnungs- und Funktionsbegriff vorherrschend. Eine Krankheit ist in diesem Sinn nicht nur eine von anderen getrennte Einheit, es besteht damit die Hoffnung auf diese Weise eine eindeutige, geschlossene und systematische Abdeckung aller möglichen Krankheitsbilder zu erreichen. Nur auf diese Weise ist es sinnvoll von einer Nosologie, einer Systematik der Krankheitseinheiten zu sprechen. Idealtypisch für diese substantielle Einteilung sind die Infektionskrankheiten, welche oft leicht durch spezielle Untersuchungen gegeneinander abgrenzbar sind. Die Bezeichnung erfolgt dann in der Regel anhand des Krankheitserregers, der dann vereinfacht als kausale Ursache betrachtet wird. Neben diesem ätiologischen Verständnis von Krankheit ist auch ein symptomatisches Verständnis Teil der aktuellen Krankheitseinteilungen. Beispielsweise können systemische Erkrankungen oder funktionelle Syndrome oft nur schwer diagnostiziert und trennscharf gegeneinander abgegrenzt werden. Eine Krankheitseinheit ist dann eine funktionale oder fiktionale Entität.
Insgesamt lassen sich für heutige Nosologien fünf Kriterien zur Einteilung von Krankheiten unterscheiden:
- ätiologisch nach der Erstursache
- nach den potentiell betroffenen Patientengruppen (Epidemiologie)
- lokalisierte, pathologische (Organ-)Veränderungen, morphologische oder topographisch-anatomische Veränderungen
- spezifische Pathogenese, die regelhaft zu Syndromen führt; funktionale Veränderungen
- nach der Zeitcharakteristik mit einer typischen Abfolge der Krankheitszeichen.

Die Hoffnung ist dabei, die Krankheitsentitäten so weit zu strukturieren, dass ein geschlossenes und einheitliches System entsteht, das sich auch als Erklärungsmodell für Krankheiten eignet. In der Praxis wurden in dieser Hinsicht in vielen Fällen schon Fortschritte erreicht. Dennoch bleiben viele medizintheoretische Fragen offen. Diese betreffen unter anderem den wissenschaftstheoretischen Status der Kriterien oder die Möglichkeit einer naturalistischen Auffassung von Krankheitsklassifikationen. Die Frage ist, ob es eine natürliche Einteilung wie bei den Elementen in der Chemie oder den Arten in der Biologie gibt. Für die Erstellung und Weiterentwicklung von sogenannten Diagnoseklassifikationssystemen bleibt zu klären, ob es neben den praktischen auch theoretische Modelle gibt. So wird die Aufnahme einer Krankheit in den ICD durch Expertenabstimmung bestimmt und nicht anhand von theoretischen Modellen. Es gibt auch Ansätze die Krankheitsdefinitionen mithilfe der Fuzzylogik zu bestimmen.

### Gesundheit
Oft zitiert wird die Gesundheitsdefinition der Weltgesundheitsorganisation (WHO):

„Ein Zustand des vollständigen körperlichen, geistigen und sozialen Wohlergehens und nicht nur das Fehlen von Krankheit oder Gebrechen“

Diese Definition zeigt eine besondere Hochschätzung der Gesundheit, welche auch kritisiert wird. Zum einen wird Gesundheit mit Wohlergehen gleichgesetzt, ohne damit einen Mehrwert in der begrifflichen Bestimmung zu erreichen. Die geforderte „Vollständigkeit“ des Wohlergehens sehen Kritiker zudem als ein realitätsfernes Ideal. In der Medizintheorie wird weiterhin der Umstand thematisiert, dass durch diese Definition alle sozialen Probleme und Defizite medizinisch gedeutet werden sollen. Das führe zu einer Überbewertung der Medizin und ihrer Möglichkeiten.

## Medizinethik
Die ärztliche Praxis wurde seit der griechischen Antike immer auch von medizinethischen Überlegungen und Anweisungen begleitet und mitbestimmt. So ist ein zentrales Element der medizinischen Ethik in der westlichen Welt bis heute der sogenannte Eid des Hippokrates. Er umfasst Leitlinien für die Ärzteausbildung, dem Arzt-Patienten-Verhältnis und den Aspekten ärztlichen Handelns, beschreibt aber andererseits ein rein paternalistisches Arzt-Patienten-Verhältnis, welches die Patientenautonomie nicht berücksichtigt. Medizinethische Schriften finden sich im christlichen Mittelalter ebenso wie in der Renaissance. Paracelsus formuliert für die Medizinethik eine Zweiteilung in eine Erkenntnisethik und eine Handlungsethik, welche sich bis heute gehalten hat. 1803 veröffentlichte Thomas Percival seine einflussreichen Medical ethics die neben dem Arzt-Patienten-Verhältnis das Verhältnis der Ärzteschaft untereinander und auch gegenüber der Öffentlichkeit regelt. Zum ersten Mal werden hier aber auch der Gesellschaft und dem Patienten Pflichten auferlegt.
Infolge der technischen Möglichkeiten der modernen Medizin verschieben sich die Grenzen des Machbaren in der Medizin. Wichtige Themen der Medizinethik heute sind beispielsweise die Forschung am Menschen, Sterbehilfe und Therapieentscheidungen. Einfache Regeln scheinen für die komplexen Anforderungen in der Praxis oft unzureichend. So existiert in der Medizinethik heute keine einheitliche und verbindliche Moraltheorie. Neben dem Pluralismus traditioneller ethischer oder moralphilosophischer Theorien muss in der medizinischen Praxis auch die Vielfalt der Werte in der Gesellschaft berücksichtigt werden. Die Frage ist deshalb zunächst, ob es überhaupt universelle Prinzipien wie beispielsweise mit dem kategorischen Imperativ oder dem Prinzip der Nutzenmaximierung im Utilitarismus in der Medizinethik geben kann. In der Praxis haben heute kohärentistische Ethikbegründungen gegenüber den universellen Moralprinzipien die größere Bedeutung. Dabei haben sich besonders die vier ethischen Prinzipien (Schadensvermeidung, Nutzenmaximierung, Autonomie, Gerechtigkeit) der Moralphilosophen Tom Beauchamp und James Childress bewährt.
Keines der Prinzipien besitzt in diesem Konzept eine Vorrangstellung, wodurch ihre Anwendung flexibel gestaltet werden kann. Daraus ergeben sich aber auch Schwierigkeiten und Nachteile. Zum einen liefert diese Ansammlung von Prinzipien keine allgemeinen Methoden zur Anwendung. Zum anderen muss jedem Prinzip individuell und im Einzelfall eine Bedeutung beigemessen werden, denn der Ansatz von Beauchamp und Childress enthält kein „absolutes Prinzip“ zur fallunabhängigen Orientierung. Beispielsweise kann Gerechtigkeit für jeden Beteiligten in einem Fall Verschiedenes bedeuten. Weiterhin gibt es die Konzepte der Prima-face-Pflichten. Dazu werden in einer Situation alle ethischen Anforderungen benannt. So hat der Arzt beispielsweise die Pflicht zur Schadensvermeidung, der Patient hingegen zur Mitarbeit an der Heilung. Diese Pflichten sind dabei immer Beziehungen zwischen Personen. Als Vorteile dieses Modells wird seine Pluralität, Kontextbezogenheit und Transparenz gesehen. Fraglich ist aber, ob die einzelnen Prima-face-Pflichten universell sind. Problematisch ist auch die Konsensfindung, da viele Pflichten häufig zu Konflikten führen.
Vertreter einer anthropologischen Medizin wie Karl Jaspers, Viktor von Weizsäcker oder Viktor Emil von Gebsattel bauen eine Medizinethik dagegen auf den Charakteristiken einer zeitgemäßen Arztpersönlichkeit auf.

## Die Medizintheorie in Wissenschaft und Gesellschaft
Eine weltweite Philosophie der Medizin ist erst im Entstehen. Beispielsweise wurden die Diskussionen in Europa in der ersten Hälfte des 20. Jahrhunderts zwischen dem Positivismus und Neovitalismus in den USA kaum beachtet. Umgekehrt ist die amerikanische Medizintheorie heute stärker institutionalisiert als die europäische. Daneben gibt es weltweit erhebliche ethnologische und kulturelle Differenzen in den Inhalten und Methoden der Medizintheorie.

### Forschung und Lehre
Im damaligen Preußen wurde 1861 das verbindliche „Tentamen Philosophikum“ im Medizinstudium durch das „Tentamen Physikum“ ersetzt. Seit einigen Jahren wird an mehreren bundesdeutschen Hochschulen wieder ein Wahlfach im Rahmen eines Medizinstudiums angeboten. In den deutschsprachigen Ländern ist seit über 100 Jahren Medizingeschichte als Teil der Medizinerausbildung in Forschung und Lehre etabliert. Das erste medizinhistorische Institut entstand um 1906 in Leipzig. Schon zu Beginn der medizinhistorischen Forschung und Lehre stand der Wunsch nach stärkerer Nähe zu den Geisteswissenschaften und insbesondere der Ethik. Zum Wintersemester 2003/2004 wurde in Deutschland das Wahlpflichtfach „Geschichte, Theorie und Ethik der Medizin“ (GTE) in das Medizinstudium aufgenommen. Seitdem gibt es an vielen deutschen Hochschulen mit medizinischer Fakultät ein gleichnamiges Institut.

### Veröffentlichungen und Konferenzen
Mehrere internationale Zeitschriften zum Thema Philosophie der Medizin werden verlegt, wie das Journal for Medicine and Philosophy und Theoretical Medicine. 1987 wurde in Holland die European Society for Philosophy of Medicine and Healthcare gegründet, von der Konferenzen zum Thema organisiert werden und die Zeitschrift Medicine, Health Care and Philosophy herausgegeben wird.

### Aktuelle wissenschaftstheoretische Paradigmen in der Medizin
Wie schon in der gesamten europäischen Medizingeschichte existieren auch heute mehrere Medizinkonzepte parallel. So gibt es unterschiedliche Menschenbilder und Organismusmodelle. Diese sind wiederum verbunden mit verschiedenen diagnostischen und therapeutischen Ansätzen.

#### Naturwissenschaftlich orientierte Medizin
Das in der westlichen Welt entwickelte und heute in fast allen Staaten vorherrschende medizinische Modell ist das biomechanische, das biomedizinische Modell oder das Defekt-Reparatur-Modell. Der Arzt versucht hierbei den kranken Teil des Körpers des Patienten zu identifizieren, zu behandeln und gegebenenfalls zu entfernen oder zu ersetzen. Mit Hilfe vieler Methoden und Technologien aus den Naturwissenschaften und ihrer technischen Anwendungen bestehen heute bedeutende Möglichkeiten der Beherrschung von biologischen Funktionen und der chirurgischen Intervention. Der Arzt verfolgt in der Behandlung das Ideal einer objektiven Sicht („emotially detached concern“). Diese Distanzierung als Teil der Arzt-Patienten-Beziehung ist ein zentrales Thema in der Medizintheorie und Ansatzpunkt einer Erweiterung des biomedizinischen Modells um humanwissenschaftliche Elemente. Weiterhin gilt der immer höhere Technikeinsatz und Ressourcenverbrauch als begrenzendes Element des biomechanischen Modells.

#### Paradigma der molekularen Medizin
In den 1960er Jahren hat ein Paradigmenwechsel von der medizinischen Mikrobiologie hin zur molekularen Medizin stattgefunden. Gene werden seitdem als die eigentlichen Bausteine des Organismus betrachtet, ihre Erforschung mit den Methoden der Molekularbiologie und Zellbiologie soll letztlich helfen alle physiologischen und pathologischen Prozesse und Strukturen zu erkennen. Krankheiten werden immer öfter als Fehler in den genetischen und informationsverarbeitenden Prozessen beschrieben. In der Medizintheorie stellt sich die Frage, ob dies auch zu einem anderen medizinischen Ansatz führt, denn traditionell beschäftigt sich die Humanmedizin mit dem Phänotyp (dem Menschen in seiner Erscheinung) und nicht mit dem Genotyp.

#### Das biopsychosoziale Modell
Das biopsychosoziale Krankheitsmodell wurde Ende der 1970er Jahre von George L. Engel entwickelt. Es gilt heute als das wichtigste und bekannteste Modell, welches biologische, psychologische und soziale Faktoren in eine strukturierte Modellierung des Krankheitsgeschehen einbezieht. Eine Krankheit stellt sich dann ein, wenn der Organismus die Fähigkeit der Selbstregulierung verliert. In dieser systemtheoretischen Betrachtung gibt im Hinblick auf die Krankheitsursachen keinen Unterschied zwischen Körper und Psyche. Vertreter des biopsychosozialen Krankheitsmodells sehen darin insbesondere eine Abgrenzung zur traditionellen Psychosomatik, die teils körperliche Beschwerden eindeutig auf psychische Ursachen zurückführt. Ausschlaggebend für die Heilung ist es die Selbstregulierung (auf allen Ebenen) wiederherzustellen. Das biopsychosoziale Modell liefert somit eine theoretische Basis, um Krankheit und Gesundheit als dynamisches Zusammenspiel vieler Einflussgrößen zu betrachten. Die Ursprünge des Modells liegen deshalb weniger in der Psychosomatik, sondern neben der Systemtheorie in der Psychiatrie, der Medizinsoziologie und der Neuropsychologie. Auch die psychosomatische Medizin wird heute meist als biopsychosoziale Medizin im Sinne von George L. Engel, Thure von Uexküll und Wolfgang Wesiak verstanden. Einfache Wirkungszusammenhänge zwischen Körper und Geist spielen in der Theorie und Praxis kaum eine Rolle.

#### Evidenzbasierte Medizin
Die sogenannte Evidenzbasierte Medizin (EbM) ist ein Ansatz, der versucht, für eine individuelle medizinische Behandlung die wirksamste Therapie zur Verfügung zu stellen. Dazu sollen einerseits medizinische Forschungsstudien mit einer möglichst hohen Evidenzklasse für möglichst alle verfügbaren Therapien (und Arzneien) durchgeführt werden. Andererseits sollen diese Studien dann in Metastudien ausgewertet werden, um letztlich Empfehlungen für den klinischen Einsatz abgeben zu können. Aus wissenschaftstheoretischer Sicht gehört eine Überprüfung der Hypothesen und Theorien zu jeder wissenschaftlichen, empirisch-analytischen Forschung. Insofern ist die EbM kein neuer Ansatz. Ihr Aufkommen Ende des 20. Jahrhunderts liegt vielmehr an dem weitgehend erfolglosen Versuch, die naturwissenschaftlichen Erkenntnisse für viele Erkrankungen in wirksame und vor allem rationelle Therapien umzusetzen. Die Stärken und Zielsetzungen der evidenzbasierten Medizin liegen dagegen eher im organisatorischen und wirtschaftlichen Bereich.
In der Medizintheorie wird dagegen die Fokussierung der EbM auf die Empirie besonders beachtet. Das gesammelte Wissen über die Wirksamkeit von Medikamenten und Therapien ermöglicht zwar eine gute Vergleichbarkeit der Therapien, aber keine Erklärungen über ihre Wirkungsweise. Die den Therapien zugrundeliegenden Modelle und Theorien sind für den Ansatz der EbM somit nachrangig. Vertreter der EbM erkennen ebenso die Pluralität der Medizinkonzepte und der Ziele ärztlichen Handelns (Verbesserung des Gesundheitszustandes, Verkürzung der Krankheitsdauer, Verlängerung der Lebensdauer, Verringerung der Nebenwirkungen, Verbesserung der Lebensqualität) an. Es ist dabei aber umstritten, inwieweit es sinnvoll und rational ist, die erkenntnistheoretischen und methodologischen Maßstäbe der EbM auch auf andere Medizinkonzepte mit anderen methodischen und evaluativen Maßstäben anzuwenden. Auch existiert eine Diskrepanz zwischen den retrospektiven Metastudien und dem prospektiven Einzelfall. Die Urteilskraft des Arztes, die sogenannte interne Evidenz, wird durch diesen Umstand noch mehr gefordert. So würde durch die EbM auch bei sehr günstiger Studienlage nicht unbedingt die für den Patienten wirksamste Behandlung, sondern die am besten belegte, vorgeschlagen. Kritik gibt es auch aus medizinethischer Sicht. So wäre es schwer, die psychosoziale Situation eines Patienten mit Therapieempfehlungen aus Studien in Einklang zu bringen. Auch führe der Zwang zum ‚Goldstandard‘ in der Tendenz zu ethisch problematischen Studiendesigns.

#### Homöopathie
Der zeitgenössischen Homöopathie liegt ebenfalls kein einheitliches theoretisches Konzept zugrunde. Zum einen gibt es mehrere unterschiedliche Schulen, die teils sehr unterschiedliche Vorstellungen über ihre Theorien und Methoden besitzen, zum anderen ist die ursprüngliche Konzeption von Samuel Hahnemann nach heutigen wissenschaftstheoretischen Maßstäben nicht immer eindeutig. Ontologisch setzt Hahnemann eine „Lebenskraft“ voraus, über die sich jede Heilung vollzieht. Ob er diese aber eher substantialistisch oder eher instrumentalistisch deutet, ist umstritten. Die ausführliche Anamnese in der klassischen Homöopathie ist ein weiteres zentrales Element. Häufig wird diese Art der Arzt-Patienten-Beziehung auch als Teil des Wirkungszusammenhangs der Homöopathie betrachtet. Eine Besonderheit ist die Konzeption der Arzneimittelwirkung. Diese wird paradigmatisch vorausgesetzt. Die eigentliche Aufgabe des Homöopathen ist dann, die Merkmale des homöopathischen Arzneimittels („Arzneimittelbild“) auf die Merkmale des Patienten abzustimmen. Die abstrakten Krankheitsklassen des biomedizinischen Modells dienen nur als Orientierungshilfe. Die methodischen Grundlagen der Homöopathischen Medizin bestehen aus wesentlichen phänomenologischen, hermeneutischen und dialektischen Elementen.

#### Anthroposophie
Rudolf Steiner legte die theoretisch-methodischen Grundlagen für die anthroposophische Medizin bereits in seinem philosophischen Frühwerk, wobei er an Goethes naturwissenschaftliche Forschungsart und die Philosophie des deutschen Idealismus anknüpfte. So begründete er erkenntnistheoretisch einen empirischen, ontologisch objektiven Idealismus mit einem Wirklichkeitsbegriff, der die Seinsbereiche Materie, Leben, Seele und Geist in Mensch und Natur einerseits voneinander unterscheidet, sie aber andererseits auch in einer Gesamtauffassung miteinander verbindet, ohne sie reduktionistisch aufeinander beziehen zu müssen. Aufbauend auf diesem universalienrealistisch geprägten Wirklichkeitsverständnis entwickelte er die Anthroposophie und zeigte dann gegen Ende seines Lebens, wie diese die Praxis der verschiedensten Lebensfelder beeinflussen kann. So wandte er die Anthroposophie in den Jahren 1920–1925 auch auf die Medizin an.
Zwei für die anthroposophische Medizin grundlegende Konzepte sind die "Viergliederung" der Seinsebenen und die funktionelle "Dreigliederung" der Organsysteme:
Mit den vier Seinsebenen in dem Menschen (und korrespondierend auch in der Natur) ist in der Anthroposophie gemeint:
- Der physische Leib, der den Gesetzen der Physik gehorcht und von der konventionellen Wissenschaft erforscht werden kann.
- Der ätherische Leib, der – wie bei allen Lebewesen – als ein über das Physische hinausgehendes Organisationsprinzip besonderen Gesetzmäßigkeiten folgt, die dem Lebendigen („Ätherischen“) eigen sind. Die übersinnliche Erkenntnis dieses Ätherischen wird „Imagination“ genannt.
- Der astralische Leib, der nur bei empfindenden oder beseelten Organismen, also bei Tieren, nicht aber bei Pflanzen vorhanden ist. Die zugehörige Erkenntnisstufe heißt „Inspiration“.
- Das Ich, die geistige Individualität, die den Menschen über das Tierreich erhebt. Ein Ich hat jeder Mensch, als solches erkannt wird es jedoch erst durch die höchste Stufe der übersinnlichen Erkenntnis, die „Intuition“ (nicht zu verwechseln mit der herkömmlichen Bedeutung dieses Wortes).

Die vier von der Anthroposophie postulierten Seinsebenen seien also in ihrer eigentlichen Wesenheit nicht allein durch die sinnliche Wahrnehmung, sondern nur durch eine „übersinnliche“ Wahrnehmung erkennbar. Die Fähigkeit hierzu könne durch eine besondere Schulung meditativer Art erlangt werden, deren Methodik Steiner in verschiedenen Werken darlegte (siehe hierzu anthroposophischer Schulungsweg), oder im Einzelfall auch durch eine besondere Begabung vorhanden sein. Alle Seinsebenen durchdringen jedoch die sinnliche Welt und bewirken in ihr die naturwissenschaftlich erforschbaren Phänomene.
Als einen übergeordnet leitenden Gesichtspunkt zum Menschenverständnis formulierte Steiner das Konzept der "Dreigliederung" des Menschen in einen Nerven-Sinnes-Pol und einen Stoffwechselpol, sowie ein vermittelndes rhythmisches System. Steiner entwarf ferner eine anthroposophische Sinneslehre mit phänomenologischem Ansatz. Die anthroposophischen Medizin beinhaltet ferner Konzepte von Reinkarnation und Karma.
Krankheit bestehe im anthroposophischen Sinne unter anderem darin, dass die gesunde Wechselwirkung der Wesensglieder gestört sei. In der näheren Bestimmung dieser Störung im vorliegenden Einzelfall besteht im Wesentlichen die anthroposophisch-menschenkundliche Diagnose, die als eine Erweiterung oder Ergänzung der konventionellen Diagnose angesehen wird.
Von den sogenannten alternativmedizinischen Richtungen ist die anthroposophische Medizin die jüngste. Sie geht von anderen ontologischen Grundannahmen aus als die heutige naturwissenschaftliche Medizin. Daher wird sie als unwissenschaftlich oder pseudowissenschaftlich angesehen. Dabei ist sie aber nicht theoretisch isoliert: Von ihren Vertretern werden immer wieder Anknüpfungspunkten hin zu den heute gängigen anthropologischen und medizintheoretisch-methodologischen Konzepten aufgezeigt, die über die gängigen naturwissenschaftlichen Paradigmen hinausgehen und zu übergeordneten Gesichtspunkten führen. Ein medizintheoretischer Diskurs ist möglich und wird unter anderem im "Dialogforum Pluralismus in der Medizin" ausgetragen.

#### Psychoanalyse
Sigmund Freud formulierte ein Strukturmodell der Psyche aus drei Instanzen mit unterschiedlichen Funktionen: dem Es, dem Ich und dem Über-Ich. Diese Instanzen bilden allerdings kein ontologische Einheit, sondern werden als veränderbare Prozesse und Strukturen betrachtet. Mit diesem Ansatz ist aber neben dem emotionalen und kognitiven auch der lebensgeschichtliche und soziale Kontext einer Person Teil der medizinischen Diagnose und Therapie. Die Psychoanalyse zählt zu den psychotherapeutischen Behandlungsverfahren, die Beziehung Therapeut-Patient nimmt somit eine zentrale Stellung ein. Die theoretischen und methodischen Modelle der Psychoanalyse sind heute sehr vielfältig und teilweise umstritten.

### Klassiker
- Richard Koch: Die ärztliche Diagnose. Beitrag zur Kenntnis des ärztlichen Denkens. J.F. Bergmann, Wiesbaden 1920.
- Karl Eduard Rothschuh: Konzepte der Medizin in Vergangenheit und Gegenwart. Stuttgart 1978, ISBN 3-7773-0442-5.
- Alexei D. Speransky: Grundlagen einer Theorie der Medizin. Berechtigte Übersetzung ins Deutsche von K. R. von Roques. Saenger, Berlin 1950.
- Thure von Uexküll, Wolfgang Wesiack: Theorie der Humanmedizin: Grundlagen ärztlichen Denkens und Handelns. Urban & Fischer Verlag, 1998, ISBN 3-541-13503-4.
- Edmund D. Pellegrino, David Thomasma: A Philosophical Basis of Medical Practice. Oxford University Press, Oxford 1981, ISBN 0-19-502789-2.

### Allgemein
- James A. Marcum: An Introductory Philosophy of Medicine. Springer, London 2008, ISBN 978-1-4020-6796-9.
- Walter Pieringer; Franz Ebner: Zur Philosophie der Medizin. 2000, ISBN 3-211-83446-X.
- Dietrich von Engelhardt: Philosophie und Medizin. In: Werner E. Gerabek, Bernhard D. Haage, Gundolf Keil, Wolfgang Wegner (Hrsg.): Enzyklopädie Medizingeschichte. Walter de Gruyter, Berlin und New York 2005, ISBN 3-11-015714-4, S. 1150–1152.
- Dietrich von Engelhardt: Krankheit, Schmerz und Lebenskunst. Eine Kulturgeschichte der Körpererfahrung. C.H. Beck Verlag, München 1999, ISBN 3-406-42098-2.
- Wolfgang Wieland: Diagnose: Überlegungen zur Medizintheorie. 2. Auflage. Verlag Hoof, Winterberg 2004, ISBN 3-936345-48-1.
- Urban Wiesing: Wer heilt, hat Recht? Über Pragmatik und Pluralität in der Medizin. Schattauer-Verlag, Stuttgart 2004, ISBN 3-7945-2304-0.
- Urban Wiesing: Indikation. Theoretische Grundlagen und Konsequenzen für die ärztliche Praxis. Kohlhammer Verlag, Stuttgart 2017, ISBN 978-3-17-033010-8
- Axel Bauer (Hrsg.) Theorie der Medizin. Dialog zwischen Grundlagenfächern und Klinik. Johann Ambrosius Barth Verlag, Heidelberg / Leipzig 1995.
- Kazem Sadegh-Zadeh: Handbook of Analytic Philosophy of Medicine. Springer, 2011, ISBN 978-94-007-2259-0.
- Dov M. Gabbay, Paul Thagard, John Woods: Philosophy of Medicine – Handbook of Philosophy of Science. Volume 16, Elsevier, 2011, ISBN 978-0-444-51787-6.
- Alvan Feinstein: Clinical Judgement. Williams & Wilkins, 1967.
- Josef N. Neumann: Medizintheorie. In: Werner E. Gerabek, Bernhard D. Haage, Gundolf Keil, Wolfgang Wegner (Hrsg.): Enzyklopädie Medizingeschichte. De Gruyter, Berlin/New York 2005, ISBN 3-11-015714-4, S. 957–962.

### Lehrbücher
- Wolfgang U. Eckart: Geschichte, Theorie und Ethik der Medizin. Springer, Berlin 2013, ISBN 978-3-642-34971-3.
- Stefan Schulz, Klaus Steigleder, Heiner Fangerau: Geschichte, Theorie und Ethik der Medizin. Suhrkamp, 2013, ISBN 978-3-518-29391-1.
- Ortrun Riha: Grundwissen Geschichte, Theorie, Ethik der Medizin. Huber Verlag, Bern 2013, ISBN 978-3-456-85267-6.
- Thorsten Noack, Heiner Fangerau, Jörg Vögele (Hrsg.): Im Querschnitt: Geschichte, Theorie und Ethik in der Medizin. Urban & Fischer, München 2007, ISBN 978-3-437-41392-6.

### Einzelthemen
- Jeremy Howick: The Philosophy of Evidence-Based Medicine. Wiley-Blackwell, Oxford, UK 2011, ISBN 978-1-4051-9667-3.
- Hermann Schmitz: Der Leib (Grundthemen der Philosophie). de Gruyter, Berlin/Boston 2011, ISBN 978-3-11-025098-5.
- Edmund Murphy: The Logic of Medicine. Johns Hopkins University Press, Baltimore 1997, ISBN 0-8018-5538-1.
- Laurence Foss: The End of Modern Medicine: Biomedical Science Under a Microscope. NY, SUNY Press, Albany 2002, ISBN 0-7914-5129-1.
- Wolfram Schmitt: Theorie der Gesundheit und „Regimen sanitatis“ im Mittelalter. Medizinische Habilitationsschrift Heidelberg 1973.